# Новоозёрное (Крым)
Новоозёрное (укр. Новоозерне, крымскотат. Novoozörnoye) — посёлок городского типа на западе Крымского полуострова. Расположен на берегу залива Донузлав. Население Новоозёрного по состоянию на 2021 год составляло 5085 человек.
Строительство посёлка было начато в 1971 году и связано с созданием Крымской военно-морской базы. С 1977 года Новоозёрное — посёлок в составе Евпаторийского городского совета. В советский период Новоозёрное являлся закрытым военным посёлком, будучи вторым по величине пунктом базирования Черноморского флота. После раздела Черноморского флота база отошла Украине, которая образовала Южную военно-морскую базу. В 2014 году, в результате блокады украинского флота в Донузлаве, Украина потеряла контроль над базой.
Согласно административно-территориальному делению России, фактически контролирующей спорную территорию Крыма, посёлок входит в городской округ Евпатория Республики Крым. Согласно административно-территориальному делению Украины, контролировавшей территорию полуострова до 2014 года, Новоозёрное входит в Евпаторийский городской совет Автономной Республики Крым.

## Физико-географическая характеристика

### Географическое положение

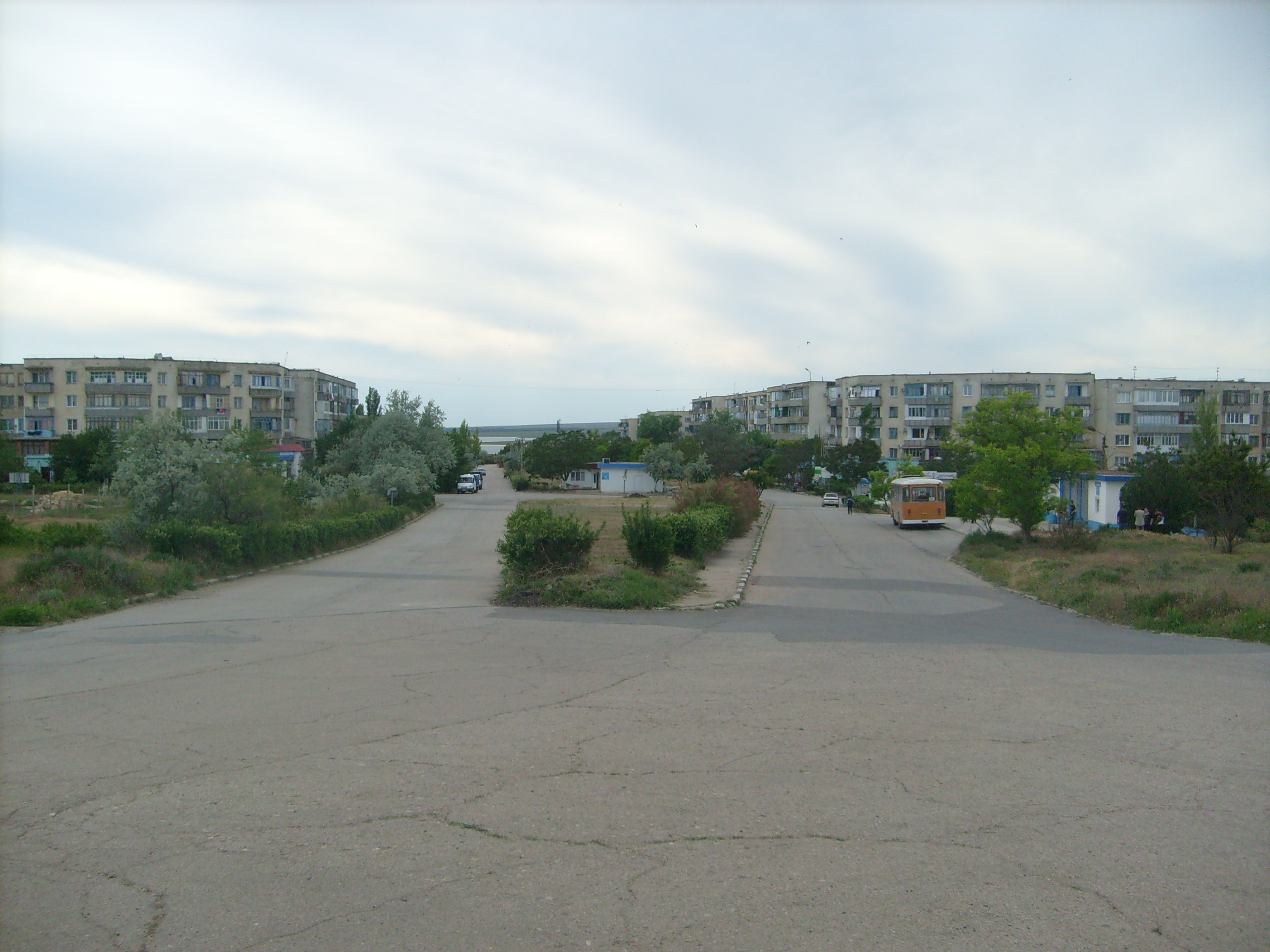
Въезд в Новоозёрное

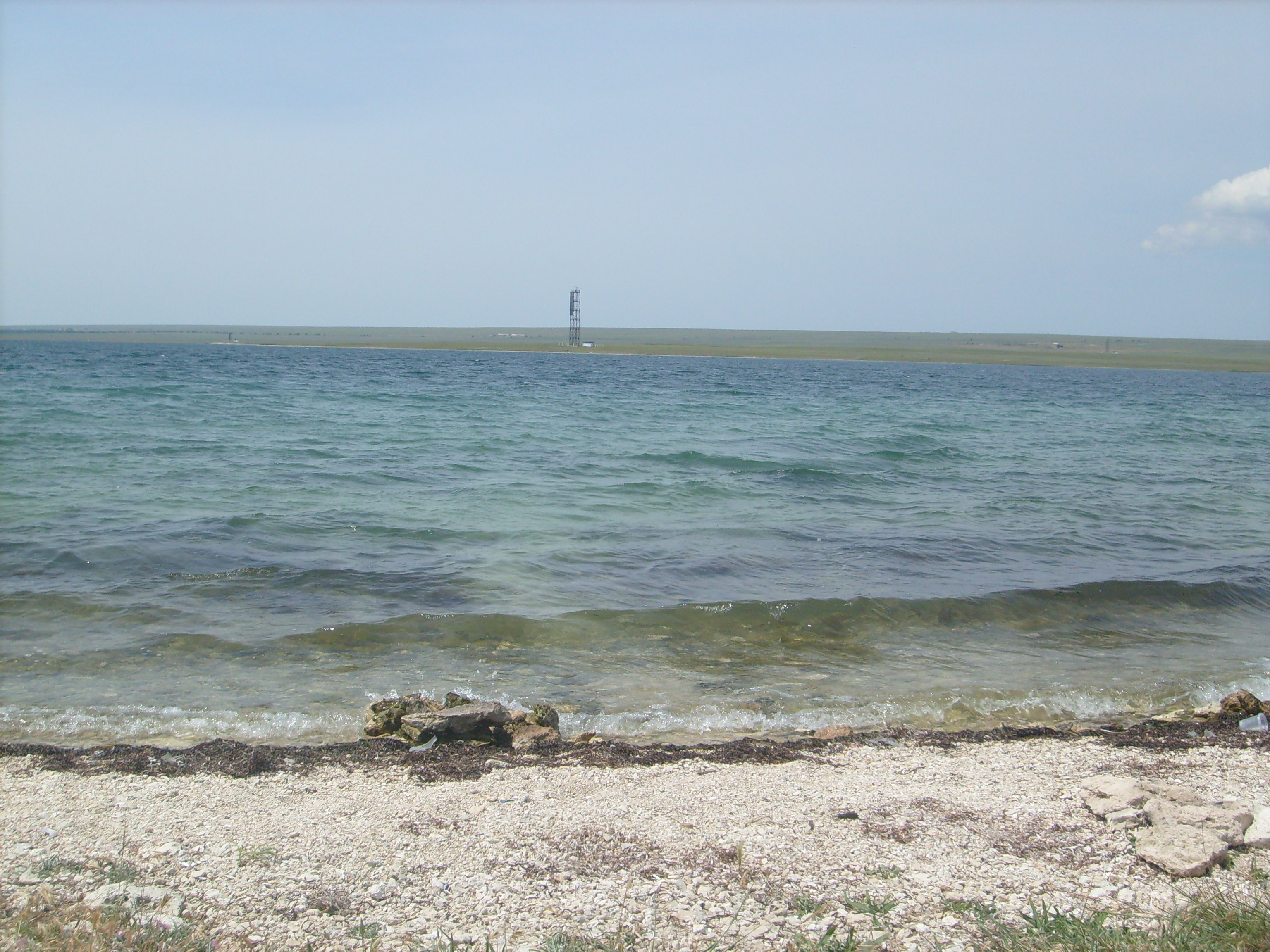
Вид на Донузлав недалеко от Новоозёрного

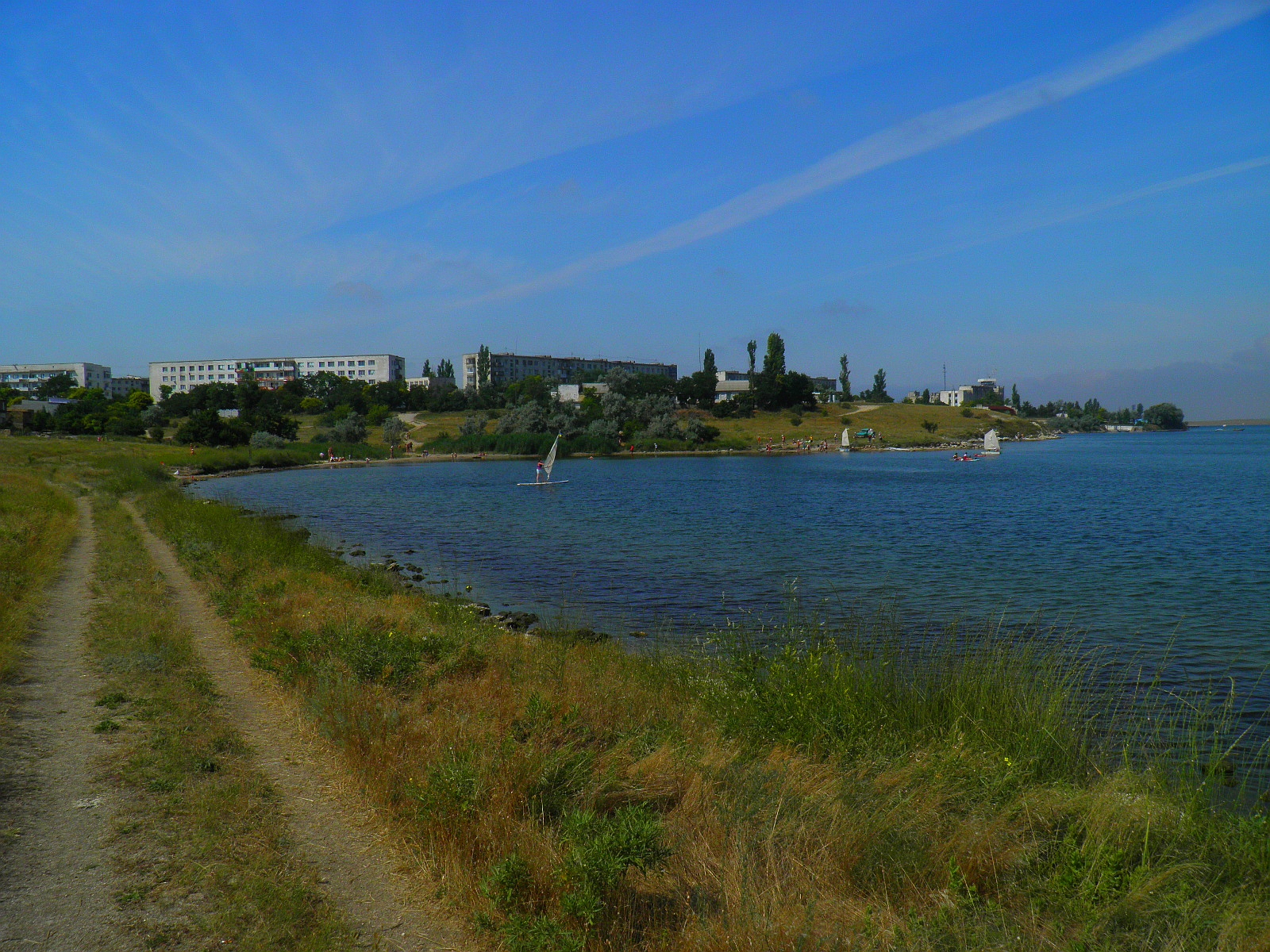
Вид на северную часть Новоозёрного

Новоозёрное расположено в Северо-Западном Крыму на левом берегу залива Донузлав. Расстояние до ближайшей железнодорожной станции в городе Евпатория — 28 км, до столицы Крыма города Симферополя — 94 км, до Севастополя — 148 км. Ближайший населённый пункт — село Веселовка располагающийся на расстоянии 7 км. На расстоянии в 15 км у посёлка Мирный расположен ныне не действующий аэродром «Донузлав». Посёлок занимает территорию невысоких степных холмов, склоны которого обращены к берегу Донузлава. Новоозёрное занимает площадь равную 630 гектарам и является крупнейшим населённым пунктом располагающимся у залива Донузлав.

### Климат
Климат сухой. Зимой преобладают ветры северо-восточного и северного направлений, весной и летом — южного и юго-западного направлений. 300 дней в году являются ветреными.
Наблюдения за изменениями погоды осуществляет гидрометеостанция, которая начала работу в 1978 году.
| Показатель              | Янв. | Фев. | Март | Апр. | Май  | Июнь | Июль | Авг. | Сен. | Окт. | Нояб. | Дек. |
| ----------------------- | ---- | ---- | ---- | ---- | ---- | ---- | ---- | ---- | ---- | ---- | ----- | ---- |
| Абсолютный максимум, °C | 3,9  | 4,7  | 8,1  | 15,4 | 20,8 | 25,3 | 28,1 | 27,6 | 22,9 | 16,7 | 10,8  | 6,5  |
| Средняя температура, °C | 0,6  | 1,3  | 4,1  | 10,6 | 15,7 | 20   | 22,6 | 22   | 17,6 | 12   | 7,2   | 3,4  |
| Абсолютный минимум, °C  | −2,6 | −2   | 0,2  | 5,8  | 10,7 | 14,8 | 17,1 | 16,5 | 12,3 | 7,3  | 3,6   | 0,3  |
| Источник: Climate-Data  |      |      |      |      |      |      |      |      |      |      |       |      |

### Растительный и животный мир
Неподалёку от Новоозёрного располагается ландшафтно-рекреационный парк «Донузлав». В районе залива Донузлав обитают такие виды птиц как вороны, жаворонки, канюки, ястребы, степные орлы, цапли, журавли, болотные совы. Зимуют такие птицы как лебеди и утки. Водятся такие животные как зайцы, лисицы и ежи. В Донузлаве обитают крабы, мидии, устрицы, рапаны, пиленгас, бычки и креветки. В 2005 году вблизи Новоозёрного, на глубинах от 0,5 до 5 м, были найдены поражённые раковинной болезнью устрицы Ostrea edulis.
На территории Донузлава зарегистрировано 104 вида сосудистых растений, 37 из которых растут в верховьях залива. Среди них чабрец, полынь, цикорий и коровяк высокий. В 1993/94 годах на окраине посёлка, вблизи трассы Новоозёрное — Мирный, было высажено лавандовое поле, однако оно было уничтожено пожаром.

### Экология
Уменьшение судоходства в заливе Донузлав в 1990-е годы положительно сказалось на экологии водоёма, куда стали заходить дельфины из Чёрного моря. Со дна Донузлава добывают песок, что вредит экологической ситуации залива. Во время разбора на металлолом корвета «Измаил» в 2010 году произошёл нефтеразлив площадью 5500 квадратных метров. Спустя год затонуло судно «Бакс», а пятно от разлива нефтепродуктов составило 15 квадратных метров.
Недалеко от трассы Новоозёрное — Крыловка расположено несколько несанкционированных свалок.

## История

### Ранняя история
В юго-западной части Новоозёрного советским археологом Павлом Шульцем обнаружен скифский курганный могильник. Курган был отмечен на карте археологических памятников составленной учёным в 1962 году. Дальнейшее исследование данного некрополя было проведено в 2010 году, в результате чего было обнаружено пять курганов. Появление данных курганов относят к V—IV векам до н. э.
С конца XVIII века и до начала XX века на территории северо-восточной окраины современного Новоозёрного располагалось крымскотатарское село Ибраш-Эли.

### Советский период

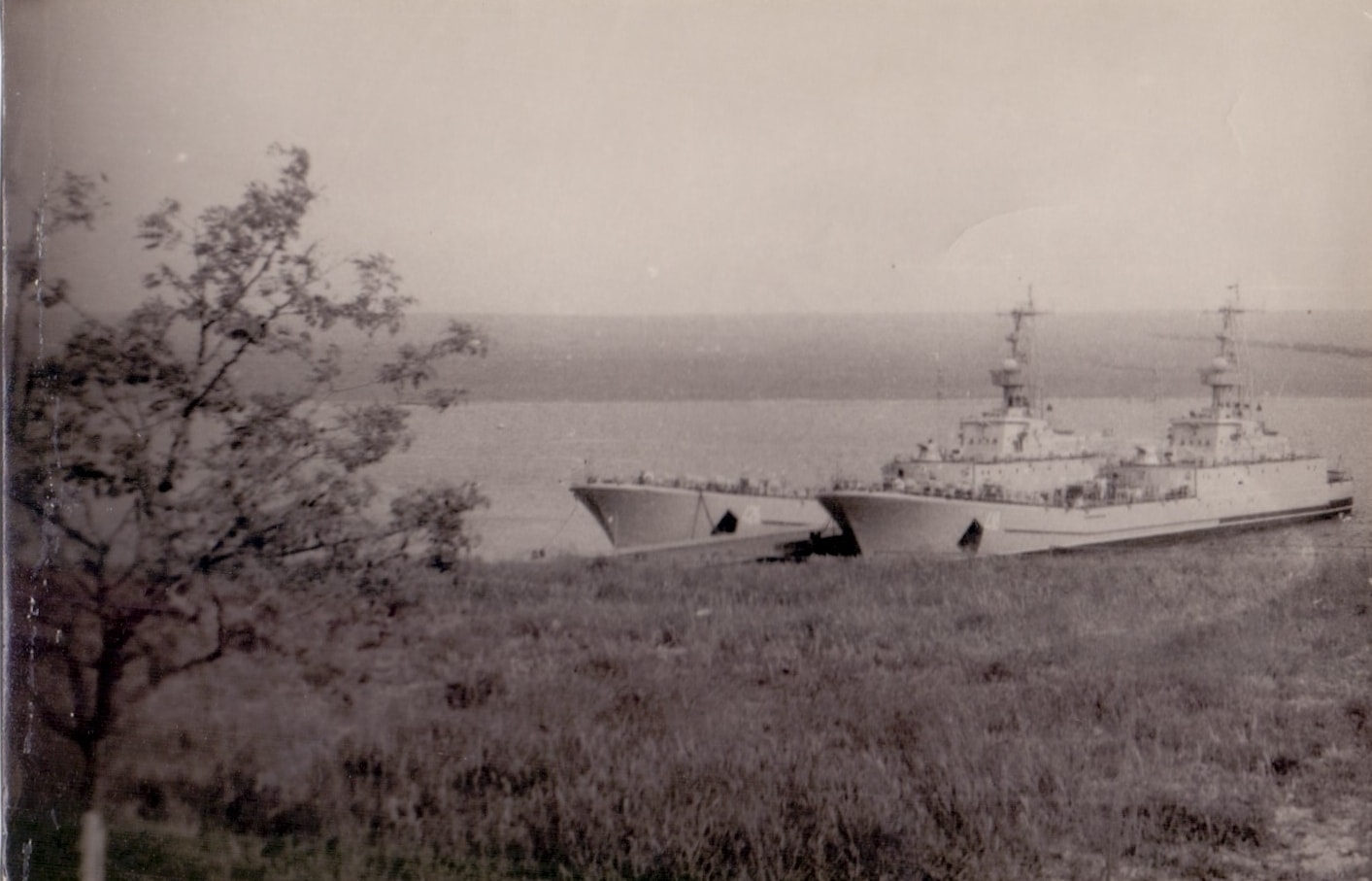
Базирование кораблей в Новоозёрном в советское время

Современная история территории посёлка связана с превращением озера Донузлав в залив. В 1961 году водоём, в результате ликвидации перешейка, был соединён 200-метровым каналом с Чёрным морем. Первоначально, начальник Евпаторийского морского порта Сергей Балабанов, предложил построить на Донузлаве гражданский порт. С этой идеей он обратился к Алексею Данченко из Черноморского морского пароходства, которое тогда испытывало недостаток грузовых портов. Расположится порт должен был недалеко от посёлка Мирный, где тогда находился аэродром гидроавиации Черноморского флота. Проект порта, железнодорожной ветки из Евпатории, трёх грузовых станций и города с населением 30 тысяч человек был спроектирован в Одессе, где тогда базировалось Черноморское морское пароходство. В случае возникновения такого порта, он стал бы третьим в мире по протяжённости причального фронта.
Тем не менее в итоге решением ЦК КПСС и СМ СССР Донузлав был передан Министерству обороны для создания Крымской военно-морской базы Черноморского флота, корабли которого должны были контролировать Средиземное море. Морскому пароходству достался участок занимающейся добычей песка из Донузлава. С целью определения нового пункта базирования и создания запасного стратегического командного пункта флота в октябре 1965 года из грузинского Поти в Донузлав были передислоцированы первые военные корабли — МПК-8 и МПК-110 307-го дивизиона 20-й дивизии охраны водного района. В январе 1966 года в Донузлав зашёл СДК-4, морской буксир и вспомогательные суда. Спустя полтора года, 14 августа 1967 года к ним присоединились десантные корабли «Воронежский комсомолец», «Крымский комсомолец», эскадренный миноносец «Буйный» и несколько СДК.
Генеральный план застройки нового населённого пункта был разработан Севастопольским военпроектом. Первый жилой дом на территории мыса Незаметный построен в ноябре 1971 года (сейчас дом № 8 на ул. Героев Десантников). Первым жителем стал мичман Александр Ходачек и его семья. Также в этом доме был открыт первый магазин. В следующем году было построено ещё три дома на нынешней ул. Героев Десантников. Тогда же на конкурсе было выбрано название для населённого пункта — Новоозёрное. Среди других названий, предлагались такие как Степной, Озёрный, Долина Ветров и Город на озере. На основании решения Сакского районного исполнительного комитета село Новоозёрное вошло в состав Воробьёвского сельского совета.
В 1973 году было построено общежитие, а в следующем году — гостиница. В здании общежития работало кафе, которое занимало одну комнату. 1 сентября 1974 года была торжественно открыта восьмилетняя школа, построенная за несколько месяцев. В новую школу пошло 125 учеников. Спустя шесть лет она стала функционировать как средняя школа. В августе 1975 года начала работать кафе-столовая. Летом 1976 года был построен детский сад на 285 мест.
С 1977 года Новоозёрное является посёлком городского типа в составе Евпаторийского городского совета. К «110-й годовщине рождения Владимира Ленина и 35-й годовщины победы в Великой Отечественной войне» в 1979 году жители посёлка и военные приступили к закладке на мысе Безымянный — Приморского парка. Тогда же был построен крытый рынок, который был переоборудован в середине 1990-х.

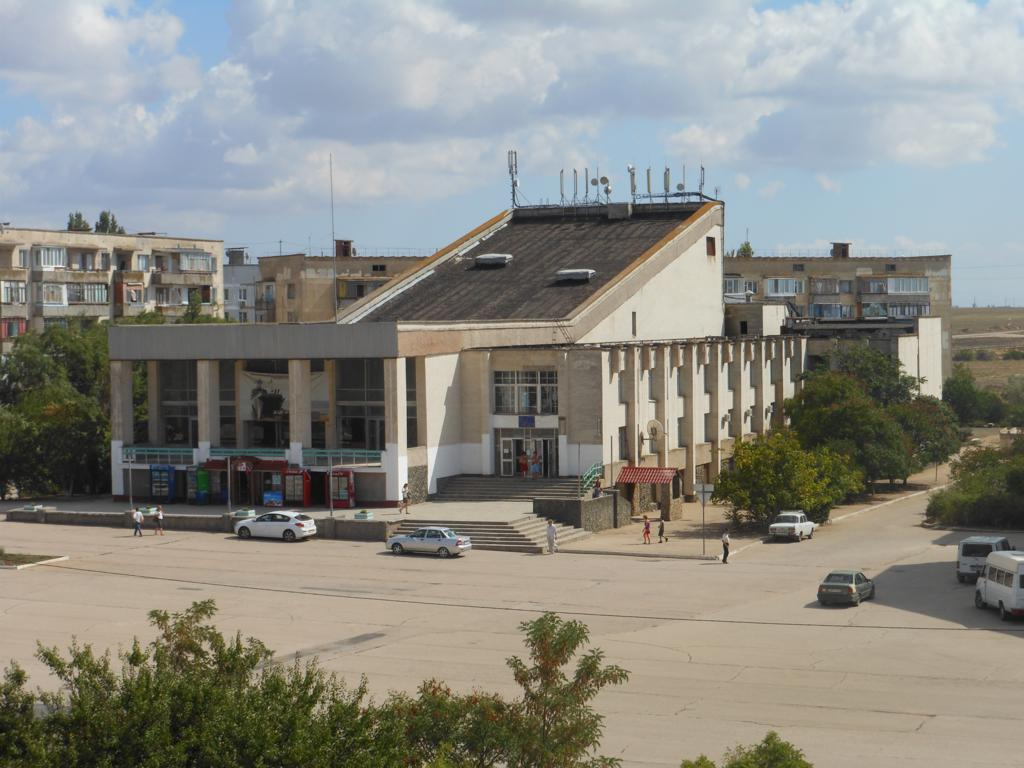
Дом офицеров флота на центральной площади Новоозёрного

По решению Верховного совета Украинской ССР в 1980 году был образован Новоозёрновский поселковый совет народных депутатов. На первой сессии, которая состоялась 4 марта 1980 года, председателем совета был избран Лев Зайцев, а в состав поссовета было избрано 50 человек. Тогда же был создан Совет ветеранов Великой Отечественной войны во главе с Г. П. Ковалёвым. В марте 1980 года был открыт Матросский клуб на 450 зрителей, где расположились библиотека, спортзал и кафе. Также в этом году было построено небольшое здание автостанции. В августе 1982 года было открыто кафе «Сто капитанов». С сентября 1982 года, по решению Крымского областного исполкома, в посёлке начал функционировать филиал Севастопольского завода имени Калмыкова. Завод занимался выпуском комплектующих средств связи вплоть до начала 1990-х годов. Всего к 1983 году было построено 32 жилых дома, госпиталь на 300 мест и поликлиника.
В 1987 году была открыта станция скорой помощи, которая с 1991 года базируется на ул. Молодёжной, 5. Современный вид центральная площадь Новоозёрного приобрела с окончанием строительства Дома офицеров флота в феврале 1989 года.
В советский период Новоозёрное являлся вторым по величине, после Севастополя, пунктом базирования Черноморского флота. В связи со статусом закрытого военного посёлка его свободное посещение было ограничено.

### Украинский период

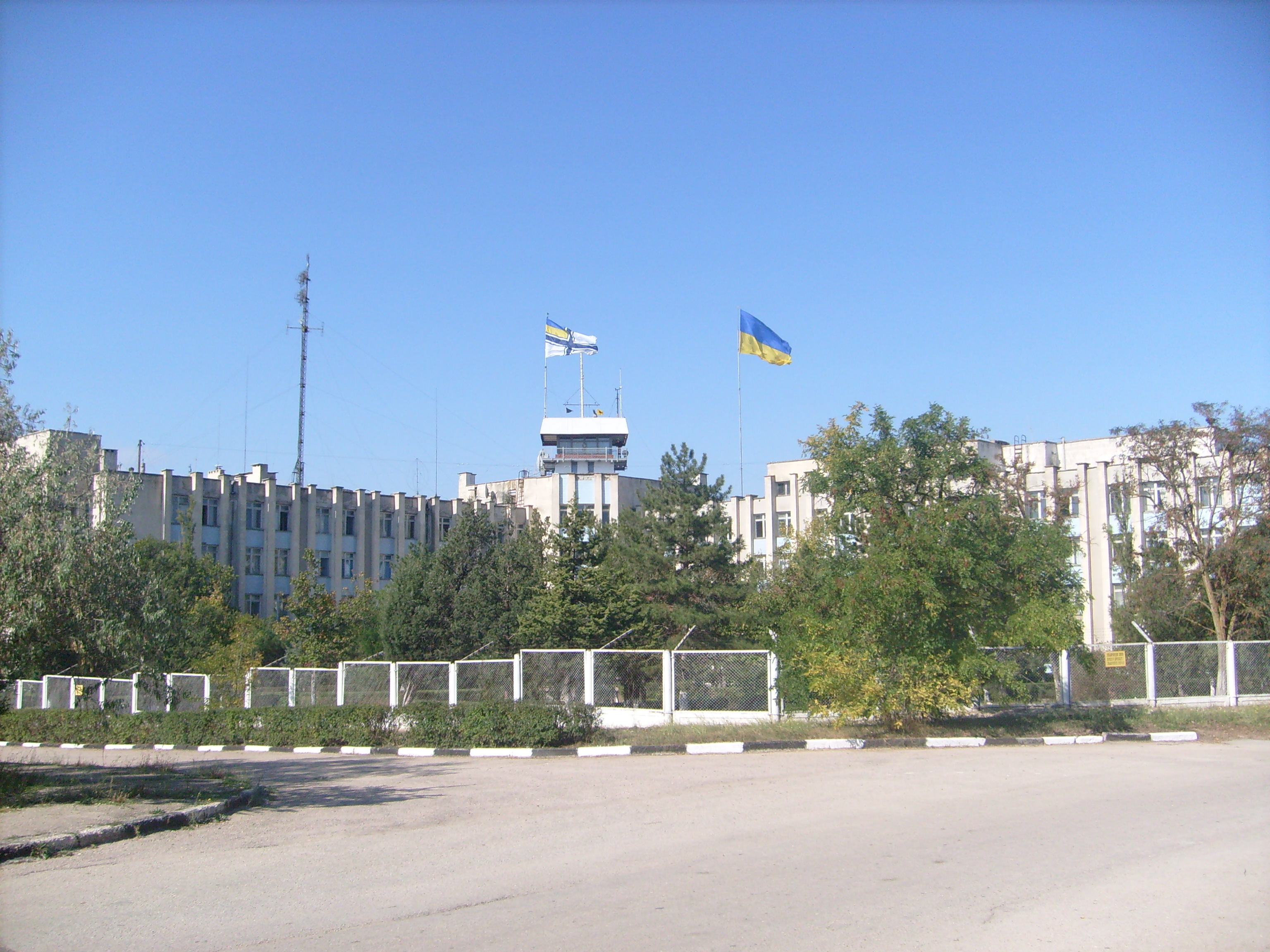
Штаб Крымской военно-морской базы, а позже Южной военно-морской базы Украины

В 1991 году в Новоозёрном было открыто отделение милиции. Основу поселковой милиции составили военные, уволенные в запас.
С распадом Советского Союза в 1991 году начался раздел Черноморского флота между Украиной и Россией. Процесс раздела флота продолжался вплоть до 1997 года. На всеукраинском референдуме в декабре 1991 года более 90 % личного состава Крымской ВМБ и жителей Новоозёрного поддержало независимость Украины.
Начиная с января 1992 года в части продолжаются события связанные с принятием личным составом украинской присяги. В начале апреля около 40 офицеров базы приняли присягу Украины, а новоназначенный командир базы Борис Кожин стал первым командующим украинского флота. Под предлогом захвата «украинскими националистами» военной базы в Новоозёрном командующий Черноморским флотом адмирал Игорь Касатонов отдал приказ занять оборону вокруг штаба базы. С моря она была заблокирована противолодочной корабельной группой, а на суше — танками и бронетранспортёрами Евпаторийского полка береговой обороны. В итоге Кожин договорился с её новым командующим Александром Цубиным о том, что военнослужащие давшие присягу Украине перейдут под его командование, после чего блокада была снята.
В знак протеста против украинизации базы помощник командира МПК-116 Алексей Комиссаров в ночь на 5 апреля 1992 года совершил несанкционированный переход корабля из Новоозёрного в Севастополь. Похожий шаг сделал экипаж сторожевого корабля СКР-112. Под руководством командира корабля капитан-лейтенанта Сергея Настенко и капитана 2-го ранга Николая Жибарева экипаж корабля поднял флаг Украины и 21 июля 1992 года совершив переход в Одессу. Фактически СКР-112 стал первым кораблём ВМС Украины. Следуя в Одессу корабль на протяжении восьми часов подвергался обстрелу со стороны российских военных, преследовавших его на кораблях и самолётах. В связи с этим СКР-112 получил известность, а члены экипажа на Украине были названы героями.

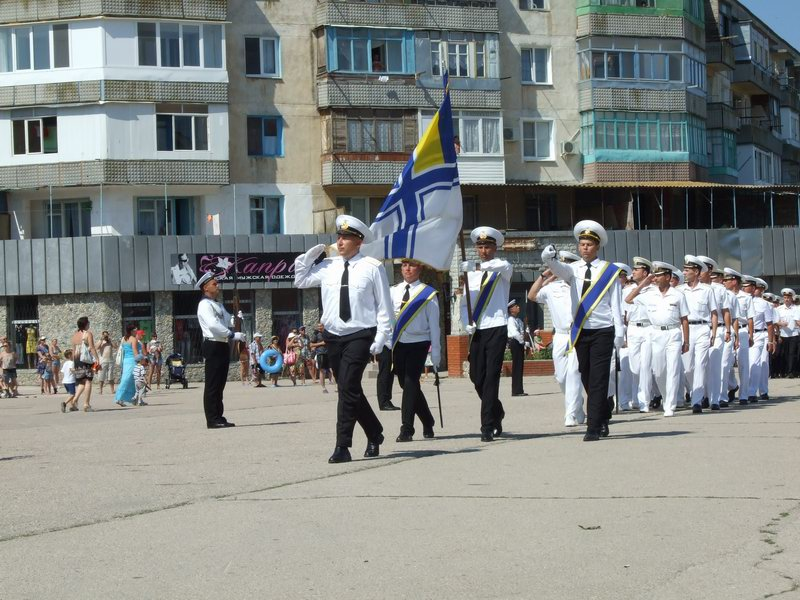
Празднование 15-летия базы в 2011 году

По соглашению между Российской Федерацией и Украиной о параметрах раздела Черноморского флота от 1995 года все военные объекты на Донузлаве достались Украине. Передача большей части кораблей базы Украине была завершена 27 марта 1996 года, тогда же над зданием поселкового совета был поднят украинский флаг. На базе Крымской ВМБ в июле 1996 года был образован Южный морской район Военно-морских сил Украины. В августе 1997 года база принимала первые в истории Украины международные учения Си Бриз. Тогда же посёлок посетил Президент Украины Леонид Кучма. Учения сопровождались протестами Коммунистической партии Крыма и неодобрением со стороны России.
В 2003 году в ходе реформирования Вооружённых сил Украины Южный морской район преобразован в Южную военно-морскую базу.
29 апреля 2009 года, в честь перехода Черноморского флота в 1918 году под контроль УНР, над штабом базы был поднят самый большой военно-морской флаг Украины размером 4 на 6 метров. Во время военно-тактических учений в октябре 2009 года Новоозёрное посетил Президент Украины Виктор Ющенко вместе с высшим военным и политическим командованием страны.

### Аннексия Крыма Россией
В ходе российской аннексии Крыма Новоозёрное оказалось в эпицентре событий связанных с блокадой украинского флота силами Российской Федерации. Первая информация о появлении российских военнослужащих в посёлке относится ко 2 марта 2014 года, тогда стало известно о прибытии четырёх КамАЗов с вооружёнными людьми. Военные расположились в здании заброшенной казармы и установили над ним флаг России. На следующий день стало известно о начале блокировании Южной военно-морской базы Украины военнослужащими Российской Федерации. Из числа жителей Новоозёрного около 100 человек присоединились к крымской самообороне, которые кроме блокирования украинских вооружённых частей участвовали в охране газохранилищ в селе Глебовка. Позднее, 18 человек будут награждены российской медалью «За возвращение Крыма».

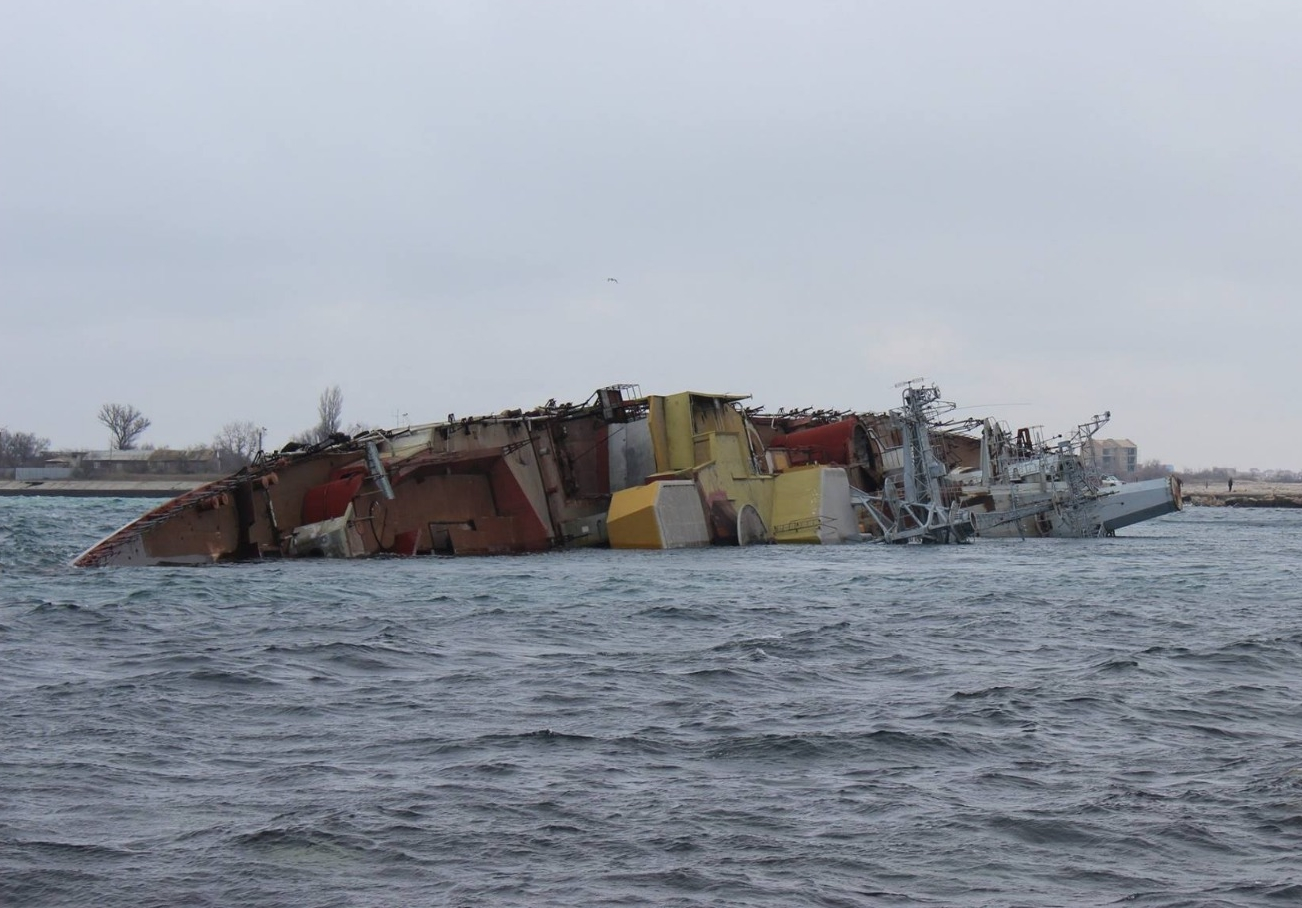
Затопленный корабль «Очаков»,
6 марта 2014 года

Выход из залива Донузлав блокировал флагман Черноморского флота России ракетный крейсер «Москва» в сопровождении четырёх кораблей обеспечения. На суше украинскую часть блокировали около 100 военнослужащих России. С целью недопущения выхода украинских кораблей в Одессу в ночь с 5 на 6 марта 2014 года на выходе из Донузлава был затоплен списанный большой противолодочный корабль «Очаков» принадлежавший РФ.

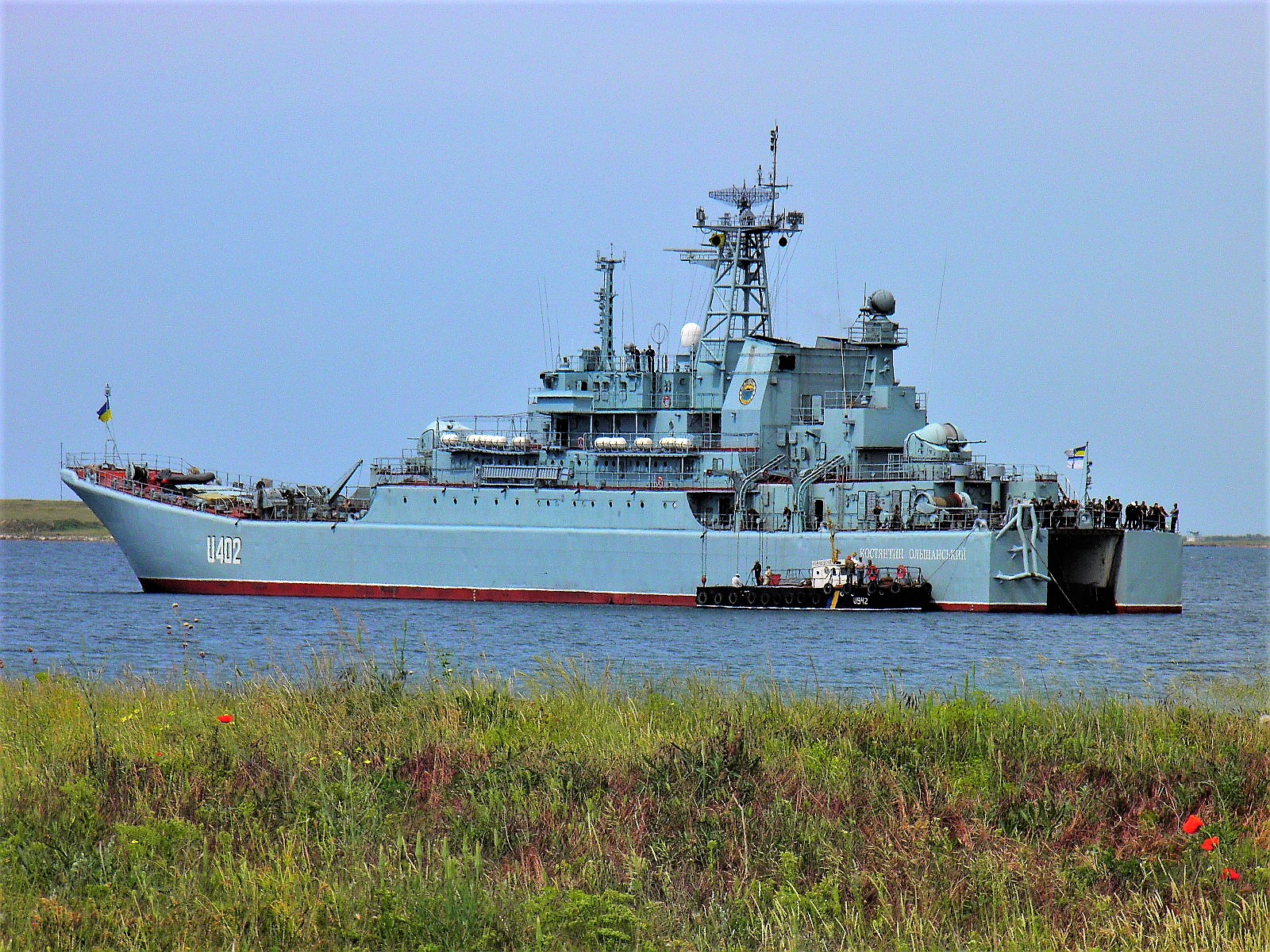
Десантный корабль «Константин Ольшанский» во время учений в заливе Донузлав. Июнь 2011 года

На следующий день после проведения референдума о статусе Крыма российская сторона стала предпринимать активные действия, 19 марта 2014 года штаб базы и причал 5-го военного городка перешли под контроль РФ. Ворота штаба возле контрольно-пропускного пункта были снесены бульдозером. Данное событие вынудило ряд кораблей ВМС Украины выйти на середину Донузлава с целью предотвращения захвата.
24 марта большой десантный корабль «Константин Ольшанский» и тральщик «Геническ» в результате штурма перешли под российский контроль. В связи с этим последним кораблём под украинским флагом в Крыму остался тральщик «Черкассы». Экипаж под руководством Юрия Федаша предпринимал попытки прорваться через затопленные суда, однако они оказались безуспешными. В ночь с 25 на 26 марта корабль был взят штурмом, после чего на нём был спущен украинский флаг.

### Российский период
18 марта 2014 года был заключён Договор между Российской Федерацией и Республикой Крым о принятии в Российскую Федерацию Республики Крым юридически оформивший российскую аннексию полуострова. В соответствии с договором в составе России были образованы новые субъекты — Республика Крым и город федерального значения Севастополь. Украина и большинство государств — членов ООН не признали крымский референдум и последующее включение Крымского полуострова в состав России. 21 марта в соответствии с российским законодательством Новоозёрное как часть Республики Крым вошло в состав Российской Федерации. Уже в следующем месяце в посёлке были открыты отделы ФМС России для получения жителями российских паспортов.
В августе 2014 года Новоозёрное посетил спикер крымского парламента Владимир Константинов, а в феврале 2018 года — Глава Республики Крым Сергей Аксёнов.
Накануне вторжения России на Украину в Новоозёрном в течение нескольких месяцев накапливались российские войска и техника, которые в феврале 2022 года приняли участие в боевых действиях.

## Организация власти

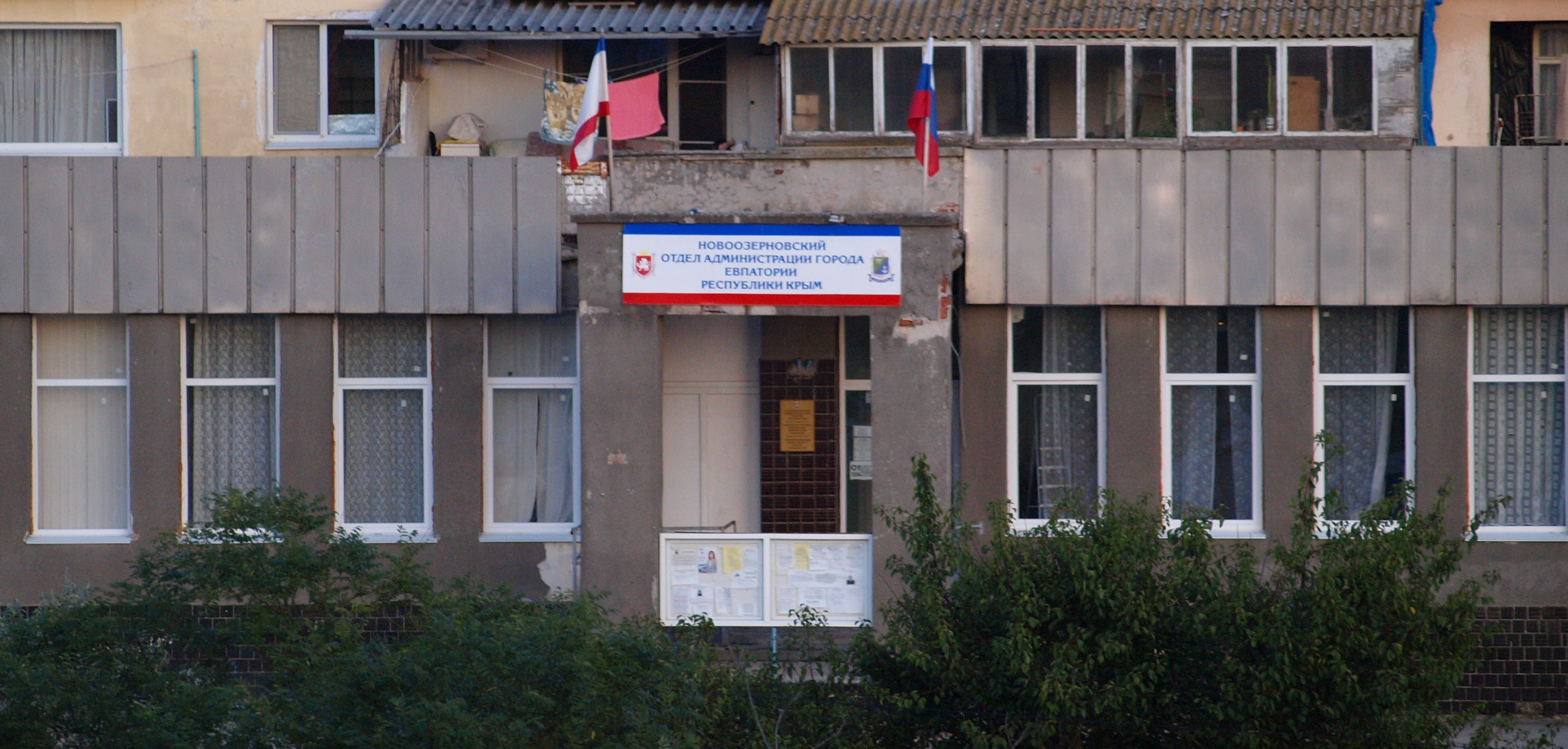
Здание поселковой администрации, 2019 год

По решению Верховного совета Украинской ССР в 1980 году был образован Новоозёрновский поселковый совет народных депутатов. На первой сессии, которая состоялась 4 марта 1980 года её председателем был избран Лев Зайцев, а в состав поссовета было избрано 50 человек. Следующим председателем поссовета, 16 марта 1990 года, стал Василий Петруненко. С 1995 года по 1998 год Новоозёрным руководил Валерий Носков. В 1998 году поселковым головой стал капитан 1-го ранга Валентин Сутула, а спустя четыре года на выборах он вновь остался на своей должности.
На выборах 26 марта 2006 года Сутула в третий раз стал у руля посёлка, однако в связи с уголовными делами, спустя год, он был отстранён от управления Новоозёрным. После этого, исполняющим обязанности поселкового головы стал Роман Герасимчук. 4 сентября 2009 года руководители Новоозёрного и Евпатории подписали договор с представителями Программы развития ООН. 25 декабря 2009 года поссовет утвердил флаг и герб Новоозёрного.
По итогам выборов, которые состоялись 31 октября 2010 года поселковым головой стал самовыдвиженец Олег Курятенко, позже ставший членом Партии регионов. 3 апреля 2013 года Курятенко был задержан, по подозрению в получении взятки при посредничестве в решение вопроса о выделении земельного участка. Осенью 2015 года Сакский районный суд признал Курятенко виновным в получении взятки, однако в связи с истечением срока давности он был освобождён.
Под украинской юрисдикцией Новоозёрное являлось самоуправляемой территориальной единицей в составе Евпаторийского городского совета. Местное самоуправление осуществлялось на основании устава принятого 11 сентября 2001 года поселковым советом. В сентябре 2014 года, в связи с аннексией Крыма Россией, начался процесс ликвидации Новоозёрновского поселкового совета. 5 декабря 2014 года был учреждён новый орган самоуправления — Новоозёрновский отдел администрации города Евпатории.
Начальником Новоозёрновского отдела администрации города Евпатории был назначен Станислав Омелаенко, который до этого работал в администрации города Анапа. В 2015 году на эту должность была назначена Татьяна Нечипорук. Окончательное решение о ликвидации Новоозёрновского отдела администрации Евпаторийский городской совет принял 29 июля 2016 года. На его месте в департаменте городского хозяйства было создано управление по развитию Новоозёрного.

### Список глав посёлка
- Зайцев Лев Владимирович (1980—1990)[31]
- Петруненко Василий Николаевич (1990—1995)[80]
- Носков Валерий Васильевич (1995—1998)[80]
- Сутула Валентин Фёдорович (1998—2007)[80]
- Герасимчук Роман Григорьевич (2007—2010, исполняющий обязанности)[82]
- Курятенко Олег Анатольевич (2010—2014)[84]
- Омелаенко Станислав Владимирович (2014—2015, начальник Новоозёрновского отдела администрации города Евпатории)[90]
- Нечипорук Татьяна Сергеевна (2015—2016, начальник Новоозёрновского отдела администрации города Евпатории)[92]

### Результаты волеизъявления жителей
Жители Новоозёрого выбирали своих представителей в Верховную раду Украины, Верховный совет Крыма и евпаторийский городской совет. В парламенте Украины представителями Новоозёрного были Виталий Курашик (I созыв), Анатолий Раханский (II, III и IV созывов) и Олег Параскив (VII созыв). В крымском парламенте в III и IV созыве Новоозёрное представлял Валентин Прадун.
В евпаторийском горсовете VI созыва посёлок представляла Любовь Польская, а до этого представителями Новоозёрного являлись Борис Рекуц и И. Илюхин.
На региональных выборах в 2010 году в новоозёрновский поселковый совет было избрано 30 депутатов. 17 депутатов (56 %) являлись самовыдвиженцами, по спискам Партии регионов прошло 8 человек (26 %), а от партии «Союз» — 5 человек (16 %). Ранее в поссовет избиралось 25 депутатов.
| Год  | Тип выборов               | Избир. | Явка           | 1-е место                                | 2-е место                                  | 3-е место                                    | 4-е место                                | 5-е место                           | Против всех  | Ист                     |
| ---- | ------------------------- | ------ | -------------- | ---------------------------------------- | ------------------------------------------ | -------------------------------------------- | ---------------------------------------- | ----------------------------------- | ------------ | ----------------------- |
| 2004 | президент 1-й тур         | ?      | ? (3222)       | Янукович 73.56 % (2370)                  | Ющенко 11.33 % (365)                       | Симоненко 4.25 % (137)                       | Витренко 2.17 % (70)                     | Кинах 1.06 % (34)                   | ?            | [ 98 ] [ 99 ]           |
| 2004 | президент 2-й тур         | ?      | ? (3428)       | Янукович 84.28 % (2889)                  | Ющенко 11.87 % (407)                       | —                                            | —                                        | —                                   | ?            | [ 100 ] [ 101 ]         |
| 2004 | президент 3-й тур         | ?      | ? (3552)       | Янукович 83.59 % (2969)                  | Ющенко 12.95 % (460)                       | —                                            | —                                        | —                                   | ?            | [ 102 ] [ 103 ]         |
| 2006 | парламент                 | 3646   | 61,74 % (2251) | Партия регионов 62.82 % (1414)           | БЮТ 8.88 % (200)                           | Блок Витренко 6.75 % (152)                   | КПУ 2.49 % (56)                          | Наша Украина 2.31 % (52)            | 1.78 % (40)  | [ 104 ]                 |
| 2007 | парламент                 | 5188   | 52,24 % (2710) | Партия регионов 63.69 % (1726)           | БЮТ 11.37 % (308)                          | Блок Литвина 5.13 % (139)                    | КПУ 4.94 % (134)                         | ПСПУ 3.76 % (102)                   | 2.55 % (69)  | [ 105 ]                 |
| 2010 | президент 1-й тур         | 5350   | 58.09 % (3108) | Янукович 60.97 % (1895)                  | Тигипко 11.65 % (362)                      | Тимошенко 10.78 % (335)                      | Симоненко 4.34 % (135)                   | Яценюк 2.51 % (78)                  | 1.93 % (60)  | [ 106 ]                 |
| 2010 | президент 2-й тур         | 5394   | 57.21 % (3086) | Янукович 78.03 % (2408)                  | Тимошенко 15.88 % (490)                    | —                                            | —                                        | —                                   | 4.12 % (127) | [ 107 ]                 |
| 2012 | парламент (партии)        | 4891   | 45,8 % (2240)  | Партия регионов 61.79 % (1384)           | КПУ 12.5 % (280)                           | Батькивщина 8.3 % (186)                      | УДАР 6.12 % (137)                        | Украина — Вперёд! 2.9 % (65)        | —            | [ 108 ]                 |
| 2012 | парламент (одномандатный) | 4891   | 46,7 % (2284)  | Параскив (Партия регионов) 30.69 % (701) | Котляревский (самов.) 23.34 % (533)        | Прадун (УДАР) 16.29 % (372)                  | Шкаберин (самов.) 3.94 % (90)            | Белошицкий (КПУ) 3.68 % (84)        | —            | [ 109 ]                 |
| 2014 | горсовет (партии)         | 3288   | 59.95 % (1971) | Единая Россия 66.87 % (1318)             | Справедливая Россия 12.28 % (242)          | ЛДПР 4.77 % (94)                             | КПРФ 4.06 % (80)                         | Патриоты России 3.25 % (64)         | —            | [ 110 ] [ 111 ] [ 112 ] |
| 2014 | горсовет (одномандатный)  | 3288   | 59.95 % (1971) | Щукин (Единая Россия) 58.95 % (1162)     | Лаврентьев (Патриоты России) 15.88 % (313) | Колесник (Справедливая Россия) 15.78 % (311) | Янкин (КПРФ) 2.94 % (58)                 | Шамин (ЛДПР) 2.13 % (42)            | —            | [ 113 ]                 |
| 2016 | парламент (партии)        | 4115   | 50.11 % (2062) | Единая Россия 72.65 % (1498)             | ЛДПР 10.09 % (208)                         | КПРФ 6.35 % (131)                            | Справедливая Россия 2.42 % (50)          | Коммунисты России 1.84 % (38)       | —            | [ 114 ] [ 115 ]         |
| 2016 | парламент (одномандатный) | 4115   | 48.21 % (1984) | Савченко (Единая Россия) 68.45 % (1358)  | Шперов (ЛДПР) 8.11 % (161)                 | Соломахин (КПРФ) 6.35 % (126)                | Беккер (Справедливая Россия) 3.53 % (70) | Лебедева (Партия Роста) 3.38 % (67) | —            | [ 116 ] [ 117 ]         |
| 2018 | президент                 | 3890   | 65.63 % (2553) | Путин 95.26 % (2432)                     | Грудинин 2.62 % (67)                       | Жириновский 1.57 % (40)                      | Собчак 0.86 % (22)                       | Явлинский 0.59 % (15)               | —            | [ 118 ] [ 119 ] [ 120 ] |

## Население

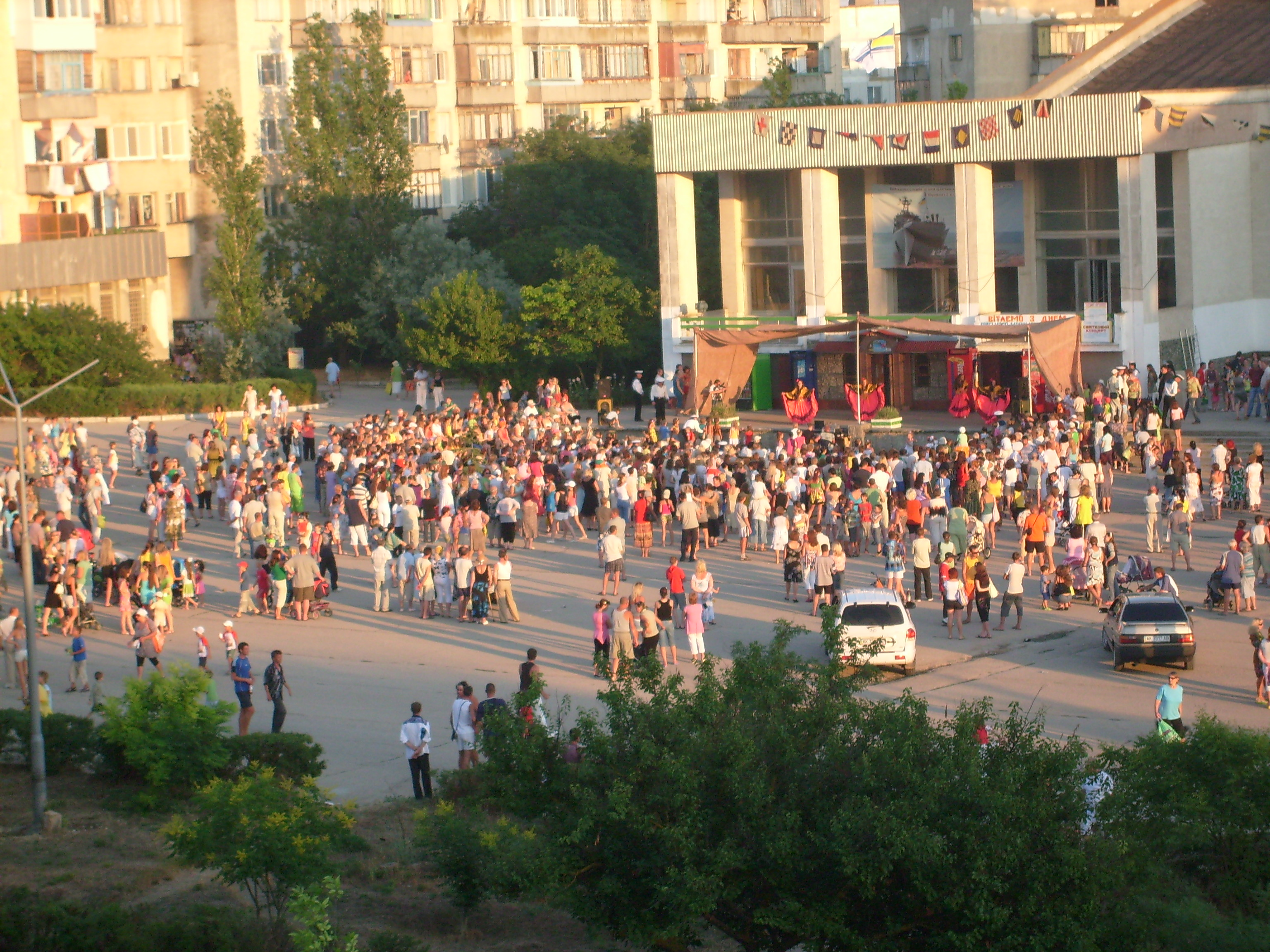
Празднование дня флота в 2009 году

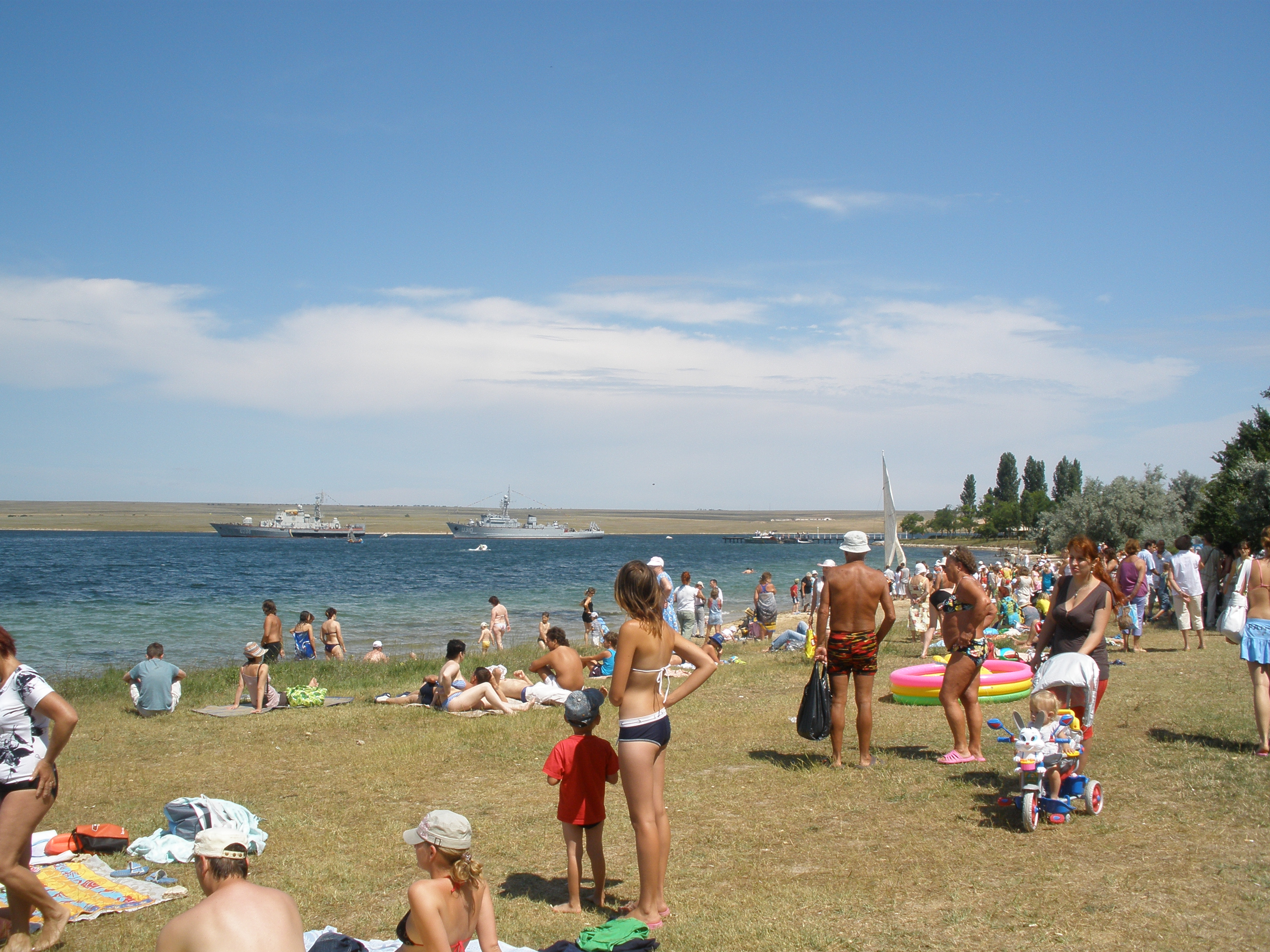
Пляж Новоозёрного в 2008 году

По данным переписи населения в Крыму в 2014 году в Новоозёрном проживало 4998 человек.
В 2001 году в рамках переписи населения родными языками назвали: русский 80,99 %, украинский 17,99 % и крымскотатарский 0,31 % жителей.
| 1979  | 1989  | 2001  | 2009  | 2010  | 2011  | 2012  |
| ----- | ----- | ----- | ----- | ----- | ----- | ----- |
| 3457  | ↗7107 | ↘6105 | ↗7144 | ↗7181 | ↗7242 | ↗7341 |
| 2013  | 2014  | 2021  |       |       |       |       |
| ↗7383 | ↘4998 | ↗5085 |       |       |       |       |

## Экономика

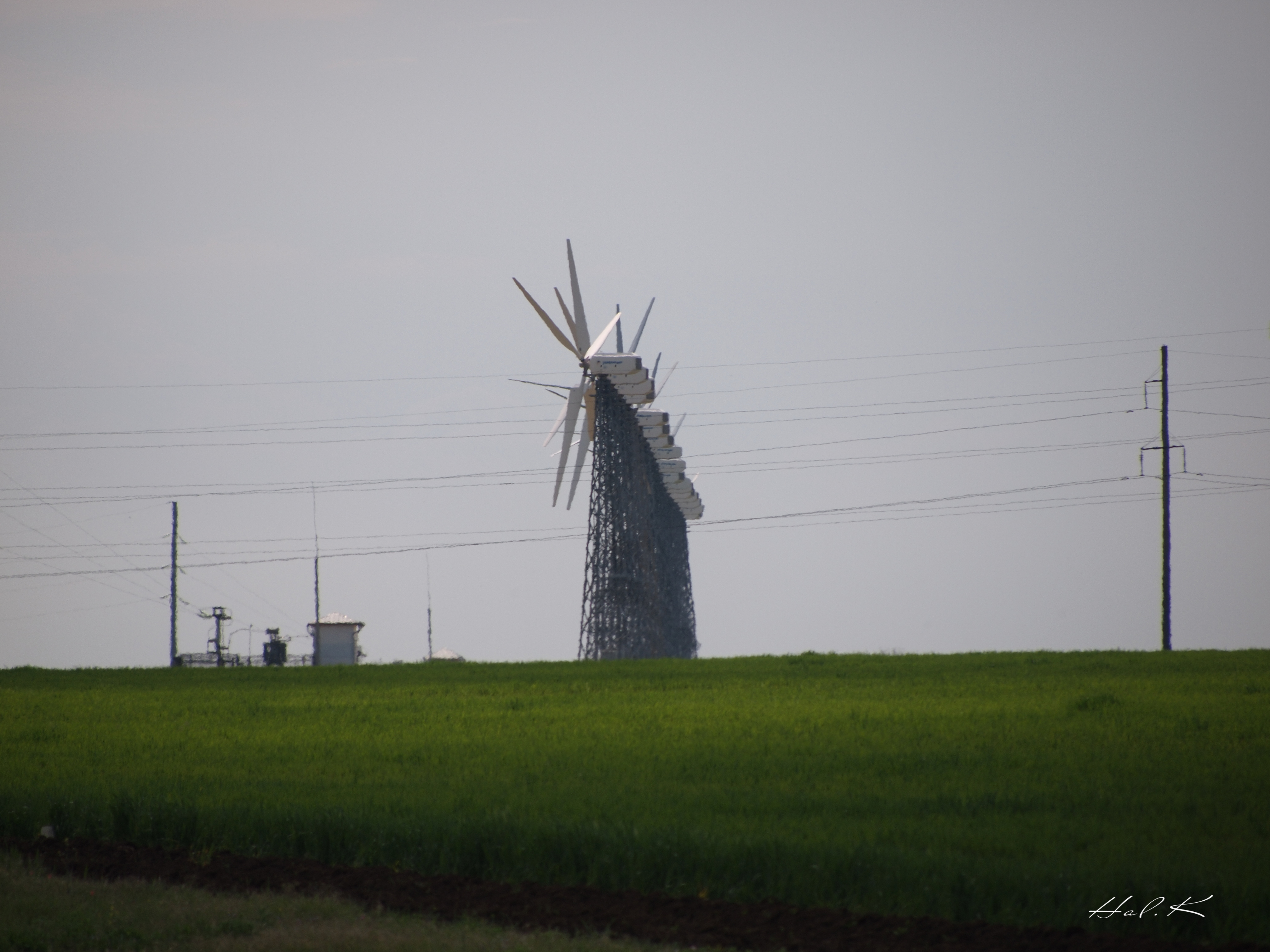
Донузлавская ВЭС

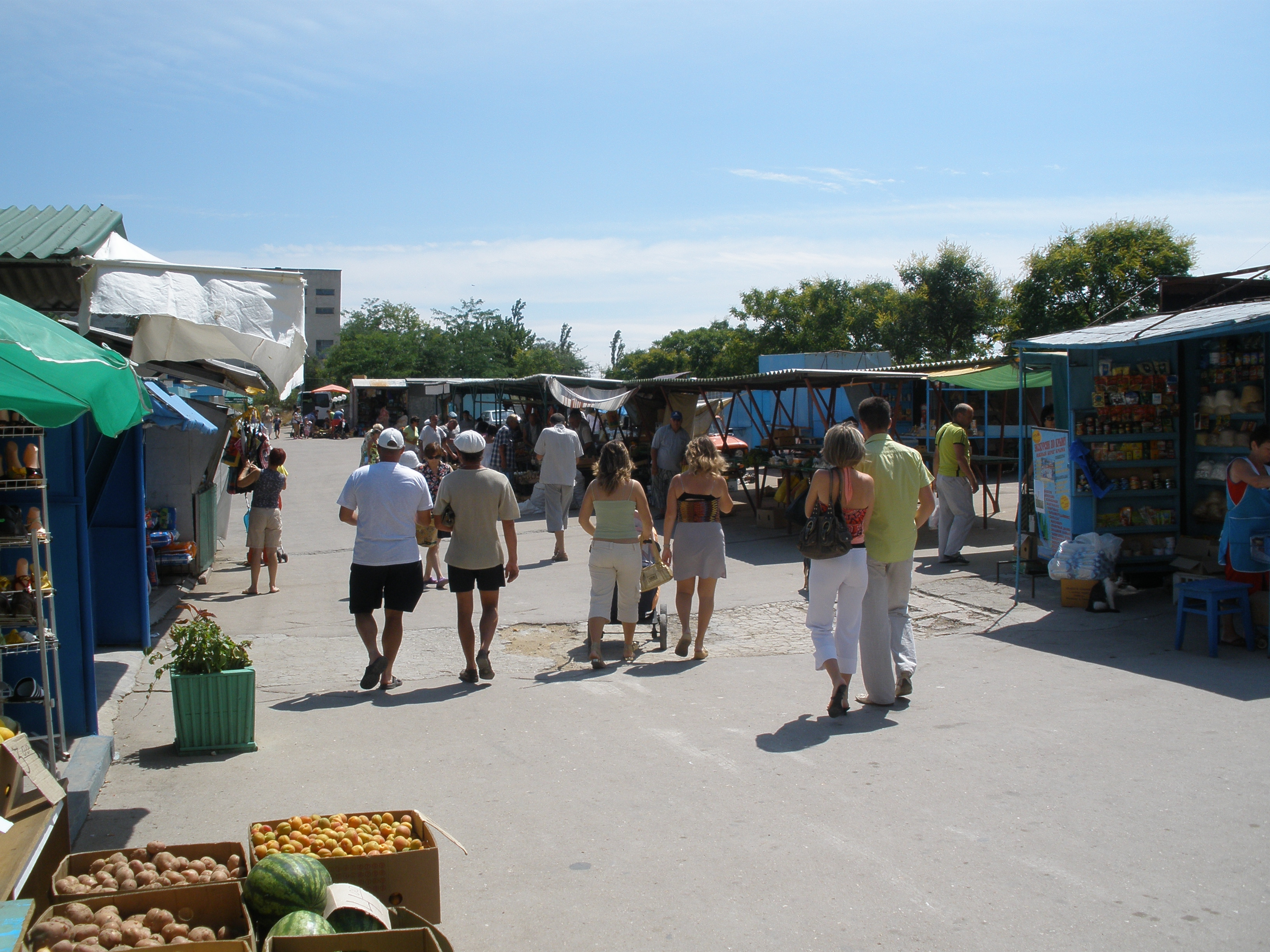
Рынок Новоозёрного в 2008 году

В 1979 году был построен крытый рынок, спустя шестнадцать лет в 1995 году данный рынок был переоборудован. Было построено административное здание, а сам рынок стал называться «Надежда-95». В 2003 году новоозёрновский рынок занял первое место среди мини-рынков Крыма. По состоянию на 2016 года рынок имеет название «Донузлав».
С сентября 1982 года и до начала 1990-х годов в посёлке функционировал филиал Севастопольского завода имени Калмыкова. Завод занимался выпуском комплектующих средств связи.
В Новоозёрном работает котельная и отделение почты. До 2014 года функционировали отделения украинских банков — «Райффайзен банк Аваль» (с 2001 года), «Ощадбанк» и «ПриватБанк». С 2014 года в посёлке функционируют офисы и банкоматы Российского национального коммерческого банка и Генбанка.
В мае 1993 году недалеко от Новоозёрного была запущена Донузлавская ВЭС благодаря совместному предприятию калифорнийской кампании «Ю. С. Уиндпауэр» и «Крымэнерго». Первые три ветроустаноновки были установлены по американской технологии, а все последующие ветряки были сделаны по соответствующей лицензии на бывших оборонных предприятиях Украины. Также недалеко от Новоозёрного работают Сакская и Тарханкутская ВЭС. К 1998 году Донузлавская ВЭС достигла мощности Сакской ТЭЦ. Мощность Донузлавской ВЭС на 2011 год составляла 4 млн кВт/ч.
В Новоозёрном функционируют два предприятия занимающихся выращиванием мидий и одно — устрицами. В двух километрах от Новоозёрного в бухте Известковая располагается дельфинарий «Степная гавань», входящий в структуру Евпаторийского дельфинария. На территории данной базы отдыха также располагается мини-зоопарк.
На территории Новоозёрного существуют «дикие» пляжи. В мае 2017 года территория пляжа была выставлена администрацией Евпатории на конкурс по благоустройству пляжей. В итоге на данную позицию администрации города желающих найти не удалось. Во время летнего сезона 2017 года отдел курорта и туризма администрации г. Евпатории запретил купание на данных пляжах. В 2016 году было разрешено купаться лишь на прибрежной территории парка «Приморский».
С начала 2000-х годов различными украинскими властями планировалось строительство крупного морского порта в Донузлаве, однако данные идеи реализованы не были.

## Транспорт

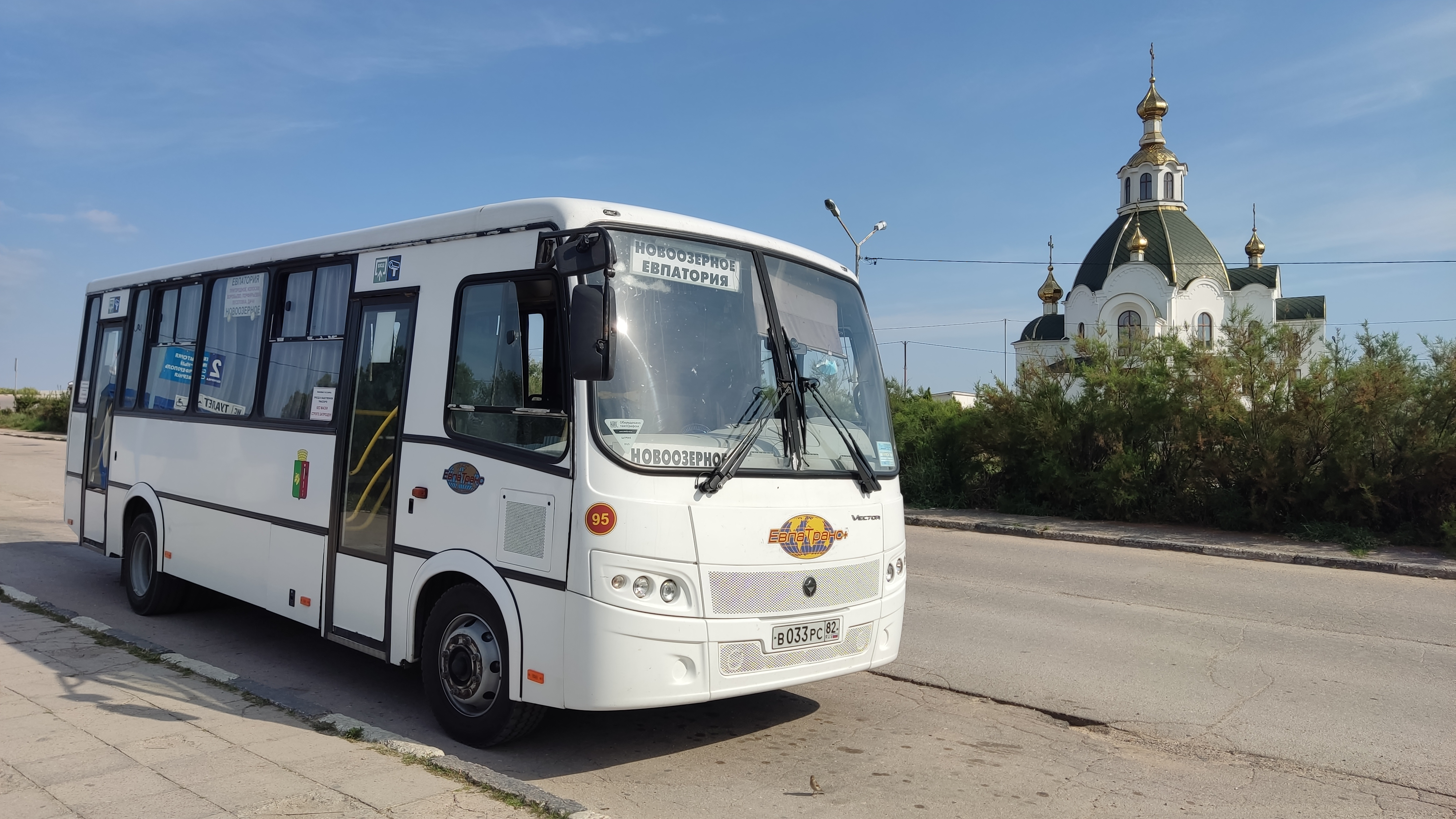
Автобус серии ПАЗ в Новоозёрном в 2021 году

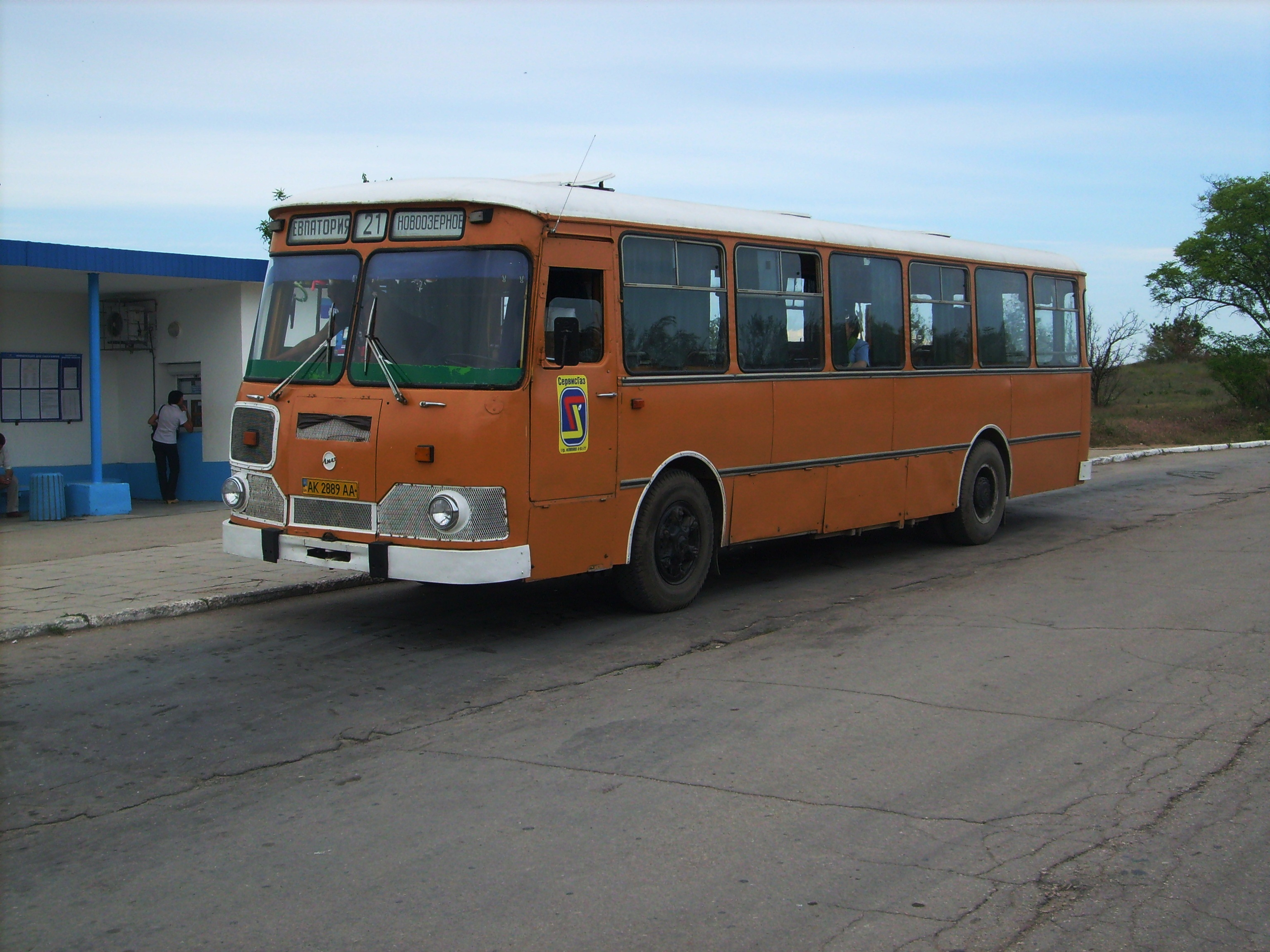
Автобус серии ЛиАЗ в Новоозёрном в 2009 году

Здание автостанции было построено в 1980 году. По данным компании «Крымавтотранс» средний суточный пассажиропоток в межсезонье из Новоозёрного составляет 315 человек.
Долгое время автобусное сообщение из Новоозёрного в Евпаторию осуществляли автобусы серии ЛиАЗ различных модификаций. Перевозка пассажиров по данному маршруту также осуществляется на таких автобусах как Mercedes-Benz и ФАП. По маршруту Новоозёрное — Симферополь ходят автобусы БАЗ А079. С ноября 2017 года маршруту Новоозёрное — Евпатория курсирует 34 рейса в сутки. С 1 июля 2018 года запущен дополнительный ночной рейс (23:00) следующий из Евпатории в Новоозёрное.
По состоянию на февраль 2017 года из Севастополя в Новоозёрное следовало три маршрута в день. По данному маршруту курсируют автобусы марки Mercedes-Benz, Setra и Van Hool.
В Новоозёрном также проходят экзамены по вождению катеров и гидроциклов.

## Здравоохранение

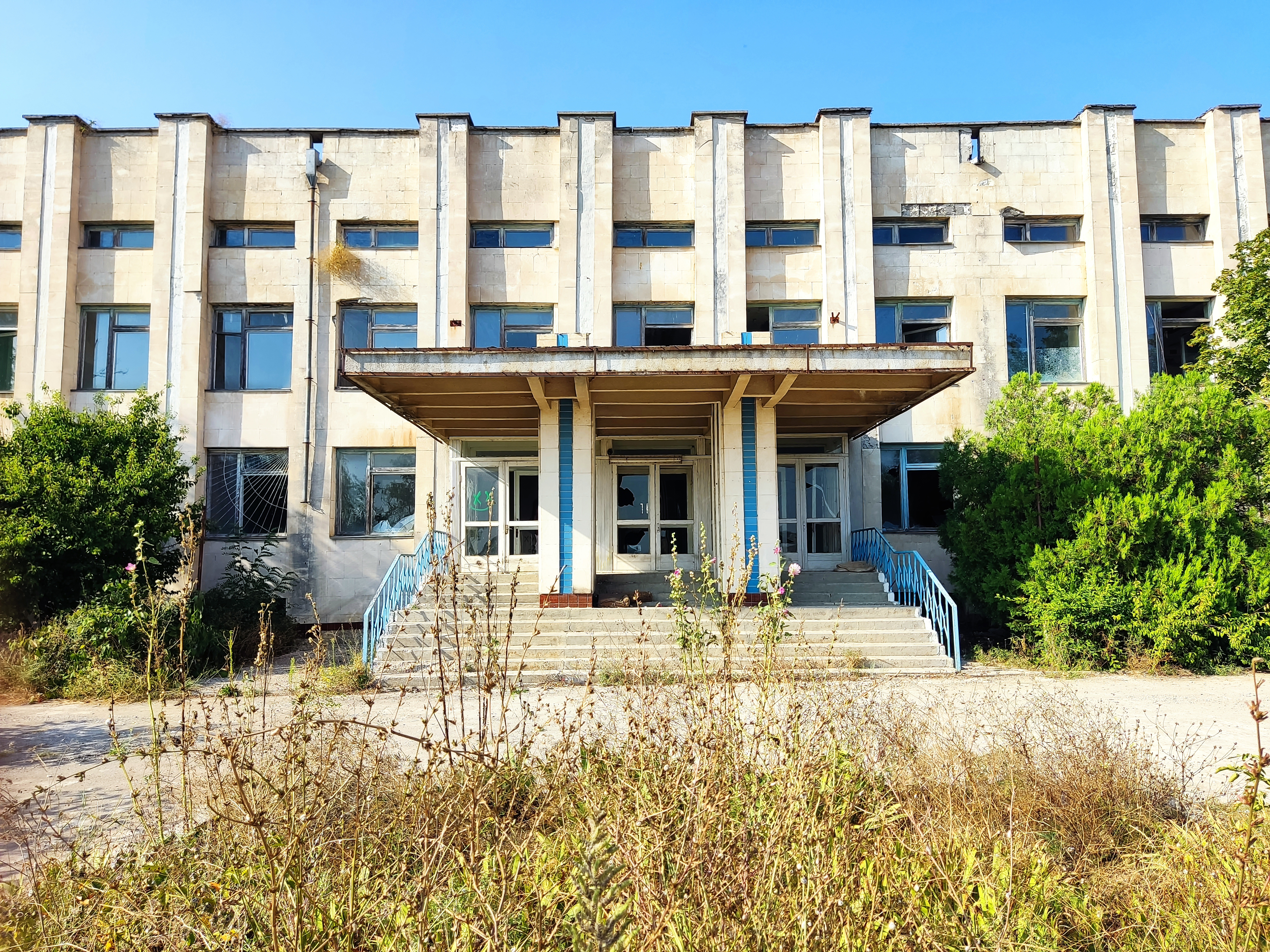
Заброшенный госпиталь, 2021 год

В Новоозёрном располагается амбулатория, отделение скорой помощи и три аптеки. В 1983 году был построен военный госпиталь на 300 мест и поликлиника. Отделение скорой помощи было открыто в 1987 году, которая с 1991 года базируется на ул. Молодёжная, 5. В 2013 году депутат Евпаторийского горсовета Любовь Польская обратилась к городскому голове Евпатории Андрею Даниленко в связи с закрытием социальной аптеки и работой лишь одной из трёх аптек. Также она отметила отсутствие машины скорой помощи в посёлке.

## Образование

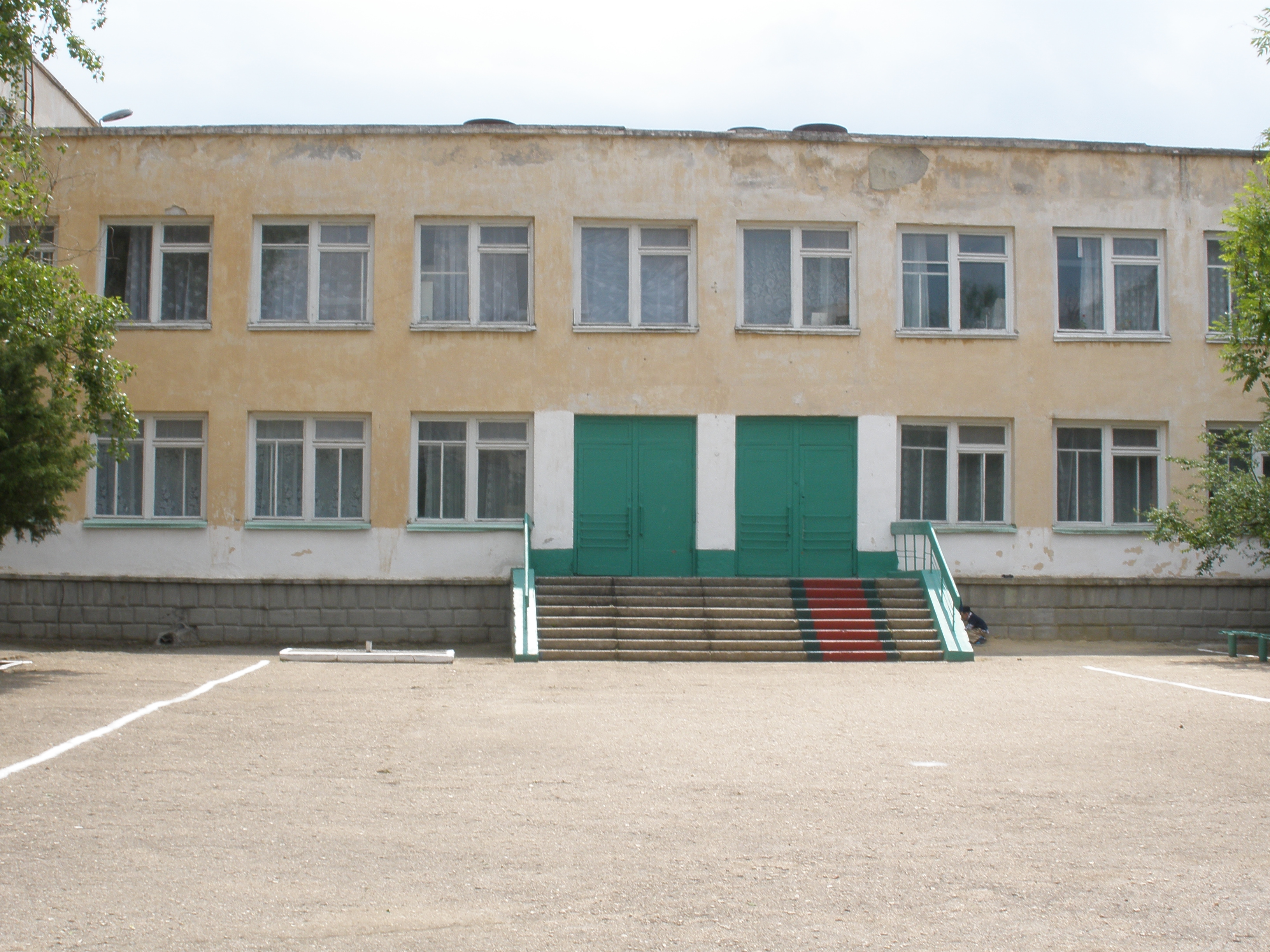
Новоозёрновская школа в 2008 году

До 1974 года в Новоозёрном функционировал филиал Сакской вечерней школы, которым руководила Валентина Громова. С 1 сентября 1974 года начала работать восьмилетняя школа, построенная за несколько месяцев. Первым директором школы стал ветеран войны и труда Николай Хлебоказов. Завучем стала Алевтина Сухарева, проработавшая в школе более 35 лет и награждённая впоследствии званиями «Отличник народного просвещения» и «Соросовский учитель». В новую школу пошло 125 учеников при 23 учителях. Спустя шесть лет школа стала функционировать как средняя. Максимальное количество школьников в Новоозёрном было зафиксировано 1990—1991 годы, где тогда было 1460 учащихся, 82 учителя и около 30 сотрудников технического персонала. По состоянию на 2017 год в школе обучаются 434 учащихся, 32 учителя и 23 технических сотрудника. С 2008 года директором школы является Татьяна Полисан. Выпускниками школы являются офицеры ВМС Украины Владимир Догонов и Дмитрий Деренский.

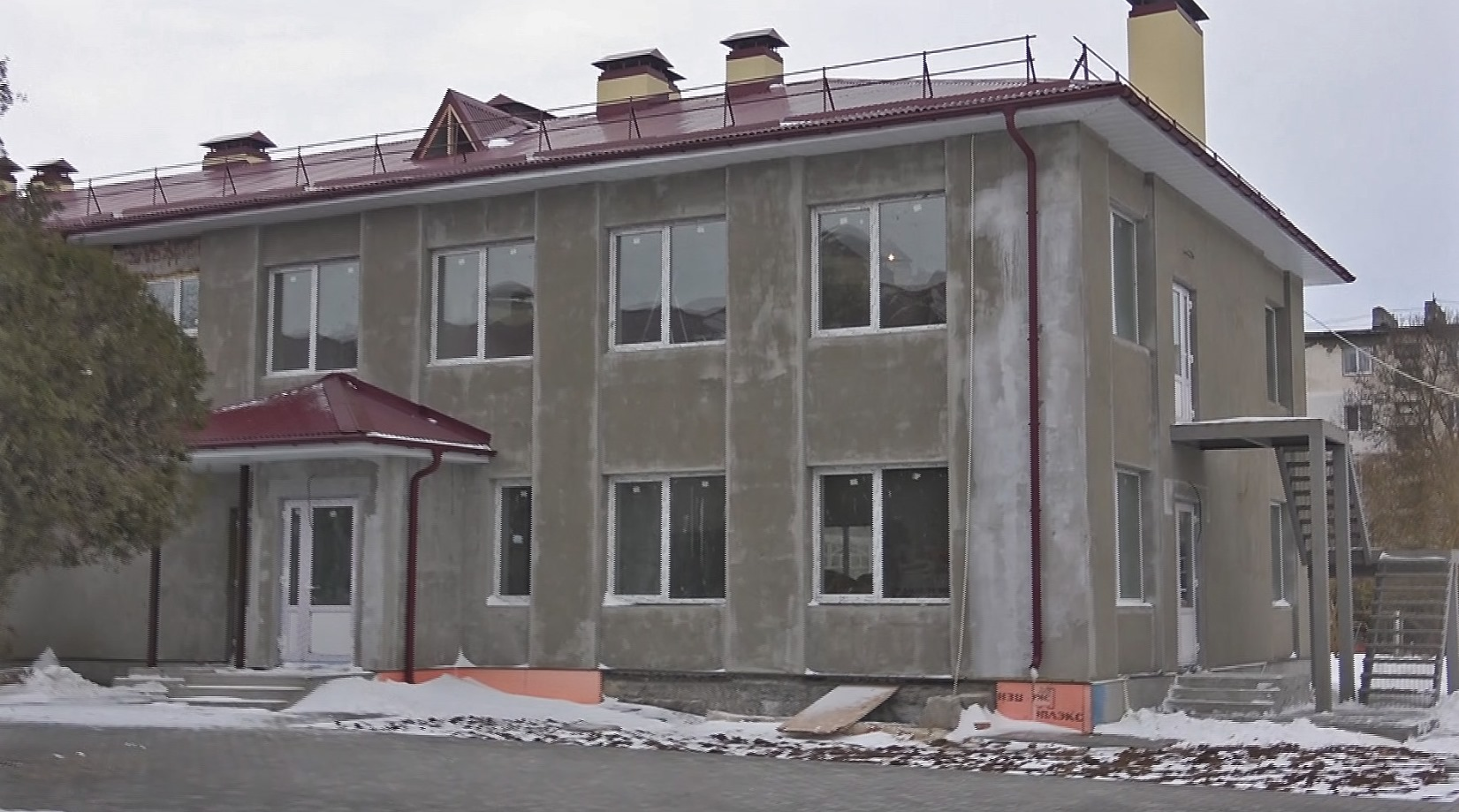
Детский сад во время реконструкции (февраль 2018)

Летом 1976 года был построен детский сад «Якорёк» на 285 мест, были открыты 12 групп, которые посещали 390 детей. Первой заведующей детского комбината стала Юлия Кантур. Заведующей «Якорька» в настоящее время является Елена Жерновская.
Летом 2017 года детский сад был закрыт сроком на один год в связи с реконструкцией в рамках Федеральной целевой программы «Социально-экономическое развитие Республики Крым и Севастополя до 2020 года» стоимостью в 138 млн рублей. В феврале 2018 года пограничное управление ФСБ России по Республике Крым депортировала с территории Крыма 36 граждан Украины работавших на данной стройке без соответствующих документов. На время реконструкции детей из Новоозёрного возили на автобусах в детский сад соседнего посёлка Мирный. По окончании реконструкции детский сад смогут посещать 269 воспитанников.
Второй детский сад в Новоозёрном находится в частной собственности и не функционирует по назначению.
С 1988 году и до настоящего времени в посёлке работает детская школа искусств. Также в Новоозёрном действуют филиалы евпаторийских библиотек: детская библиотека № 9 (с 1980 года) и взрослая библиотека № 11 (с 1984 года). Детская библиотека в 2015 году имела 910 зарегистрированных читателей.
В структуре школы парусного спорта «Бриз» функционировал кружок судо- и авиамоделирования. Также в состав «Бриза», по состоянию на 2009 год, входил кружок «Начальной компьютерной грамотности», где занималось около 30 детей.

## Культура

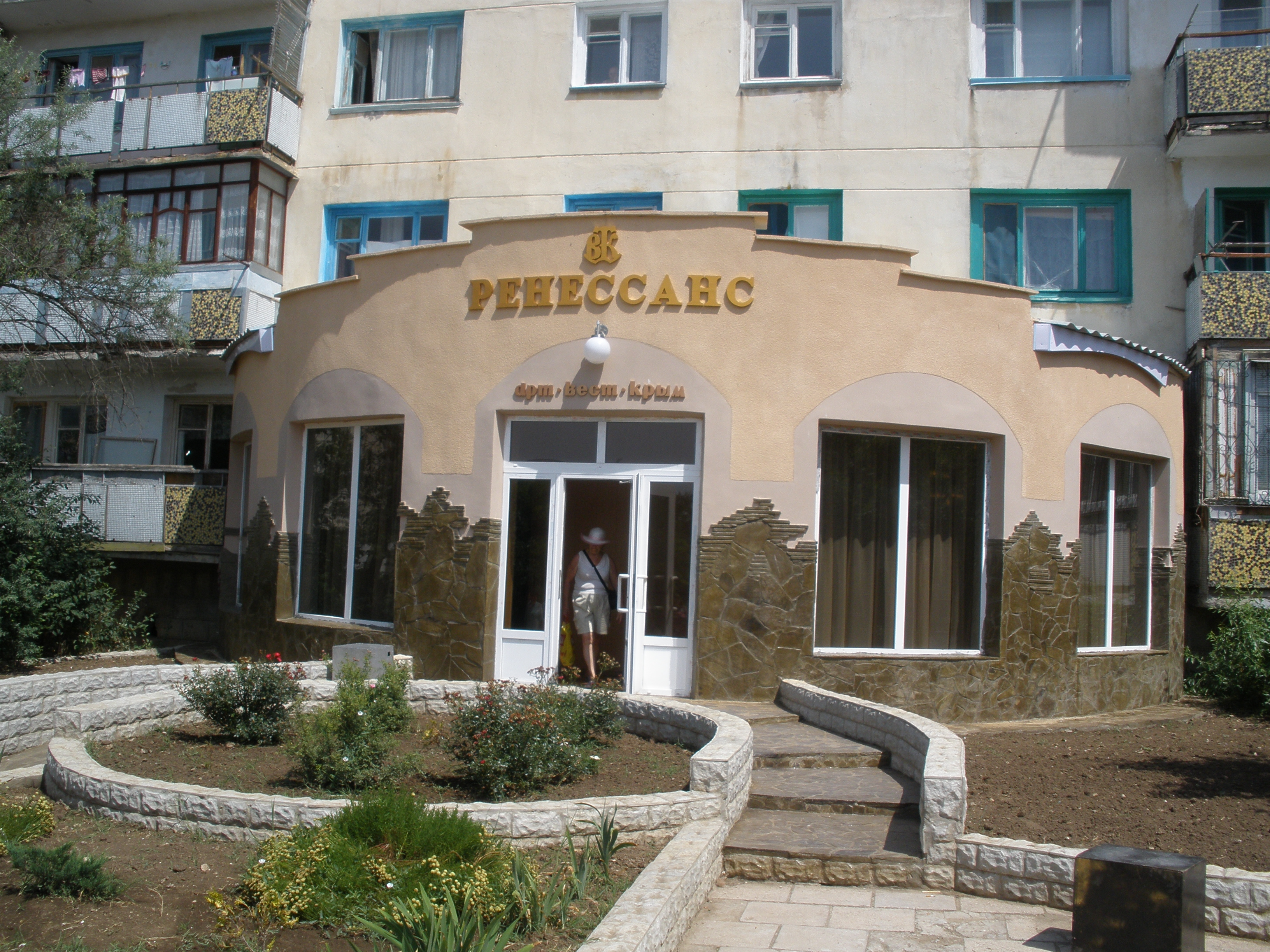
Картинная галерея «Ренессанс»
в 2008 году

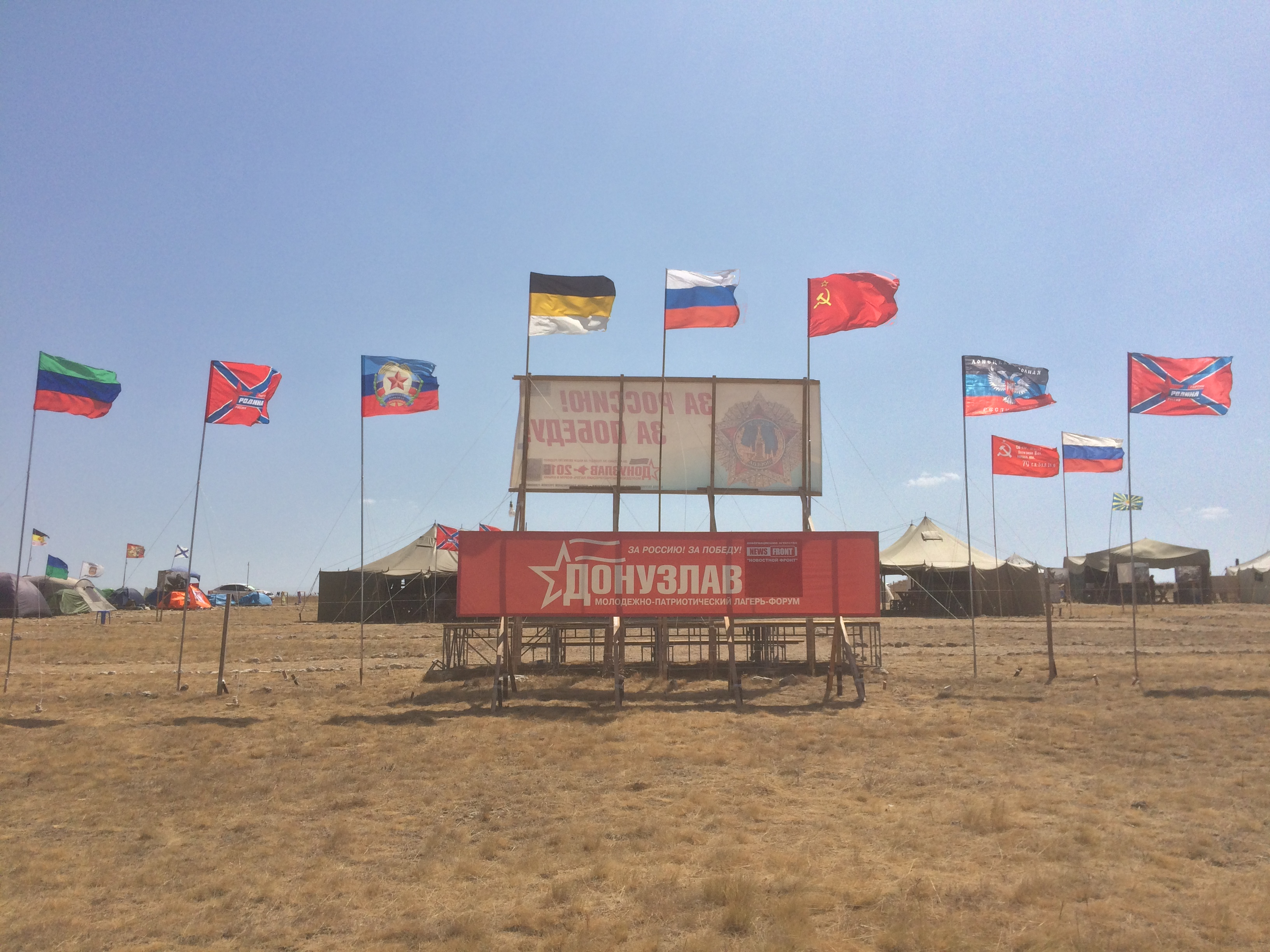
Лагерь «Донузлав» в 2017 году

Дом офицеров флота расположенный центре посёлка был построен в 1989 году и его основной зал вмещает в себя 700 зрителей. Некоторое время он назывался центр культуры, посвящения и досуга. По состоянию на 2018 год ДОФ не работает и культурные и образовательные мероприятия в нём не проводятся.
В 2000 году был открыт местный краеведческий музей по адресу ул. Героев десантников, 11. В Новоозёрном функционировала картинная галерея «Ренессанс», однако с 2016 года она закрыта.
Ежегодно, с 2007 года в летнее время недалеко от Новоозёрного располагается молодёжный лагерь «Донузлав». Первоначально, организаторы позиционировали участников лагеря как оппонентов сотрудничества Украины и НАТО, а с 2014 года лагерь преобразовался в «школу патриотического развития молодёжи и форум современной русской геополитики».

## Спорт

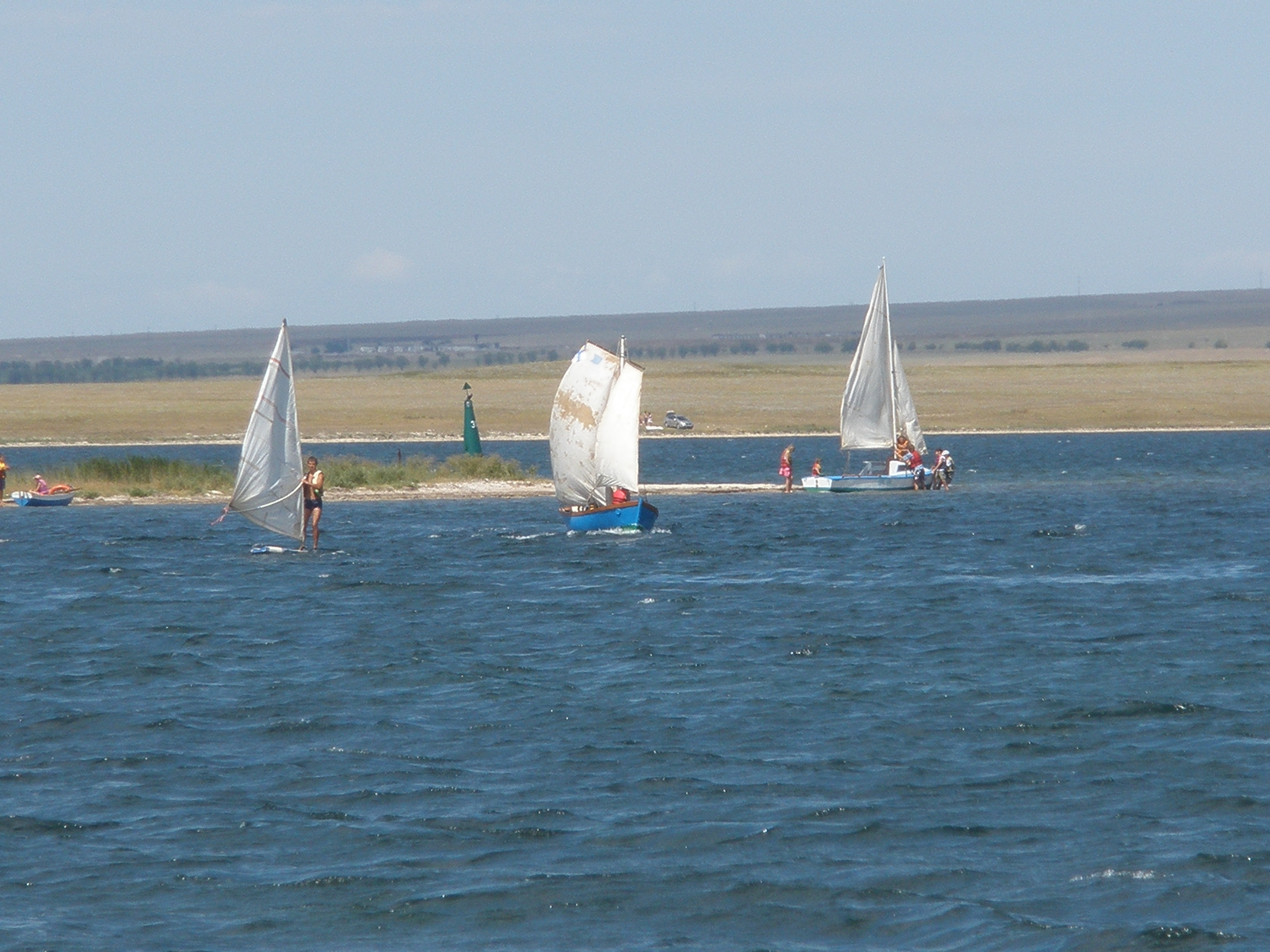
Воспитанники школы парусного спорта

В Новоозёрном располагаются футбольные, баскетбольные и волейбольная площадки для занятий спортом.
В 1998 году Министерством по делам молодёжи, семьи и гендерной политики Автономной Республики Крым была основана школа парусного спорта «Бриз», а спустя три года было принято решение о базировании данной школы в Новоозёрном. В 2009 году в «Бризе» занималось 130 детей. Воспитанники школы принимали участия в различных соревнованиях на территории полуострова. В 2013 году в школе занималось уже около 300 детей, на конец 2014 года — 390 учеников. В 2016 году школа парусного спорта была упразднена.
С 2002 года в Новоозёрном располагается местное отделение для занятия карате в стиле кёкусинкай. Каратисты из Новоозёрного неоднократно одерживали победы на различных детских и юношеских турнирах в Евпатории, Крыму и Украине. В 2010 году первенство по каратэ «Донузлавский турнир» проходило в Новоозёрном. По состоянию на 2017 год спортивный клуб каратэ имеет название «Святогор», где каратэ занимаются 46 человек и 16 человек — шейпингом.
Футбольная команда Новоозёрного впервые приняв участие в открытом чемпионате Черноморского района по футболу 2009 года стала его победителем. Также 2009 году команда посёлка по волейболу принимала участие в Кубке Евпатории.
В 2004 году в связи с финансовыми проблемами в Новоозёрном закрылся шахматный клуб.

## Религия

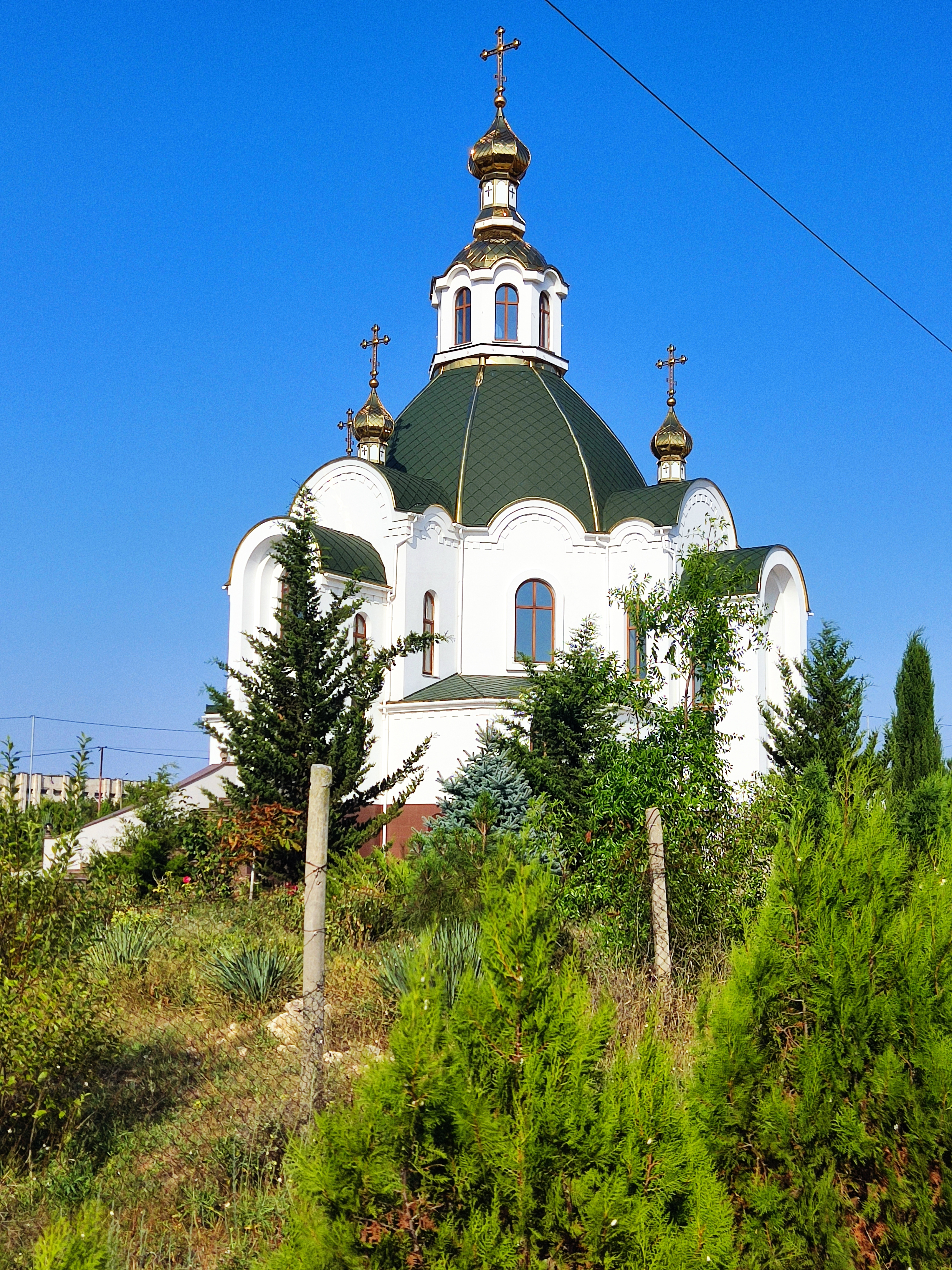
Храм в 2021 году

Православная община апостола Андрея Первозванного УПЦ МП зарегистрирована в Новоозёрном в 1995 году. Община получила помещение в 1997 году в пятиэтажном доме по адресу ул. Героев Десантников, 11. Возглавляет православную общину с 1999 года протоиерей Василий Рудый. При церкви функционирует детский и взрослый церковный хор. В 2003 году Новоозёрное посетил архиепископ Августин.
В рамках празднования 2000-летия рождения Иисуса Христа на въезде в Новоозёрное был установлен поклонный крест. В 2007 году при въезде в посёлок, неподалёку от автостанции, было начато строительства храма Андрея Первозванного, высотой 26 метров.

## Памятники
На центральной аллее Новоозёрного в 1998 году был установлен мемориальный комплекс моряков-черноморцев, которые погибли в годы Великой Отечественной войны. Три бюста увековечивают память Героев Советского Союза Николая Сипягина, Ивана Голубца и Дмитрия Глухова. Ранее скульптуры хранились в располагающееся в Мирном 112-й бригаде.
К 25-й годовщине аварии на Чернобыльской АЭС, в 2011 году, на территории Приморского парка был установлен памятник героям-ликвидаторам. Позже, памятник «Колокол Чернобыля» был перенесён в сквер расположенный между рынком и автостанцией.
На территории штаба Южной ВМБ в июле 2011 года была установлена памятная плита в честь 15-летия основания данного военного соединения.
В честь затопления большого противолодочного корабля «Очаков» и других судов Черноморского флота в марте 2014 года, заблокировавших выход кораблям украинского флота, 7 августа 2014 года на митинге, посвящённому Дню воинской славы России председателем Государственного совета Республики Крым Владимиром Константиновым был открыт памятный знак.
Во время празднования 44-летия основания Новоозёрного и Дня Военно-Морского Флота в 2015 году был открыт памятный знак в честь 50-летия входа в Донузлав МПК-8 и первых строителей посёлка.

Бюсты Героев СССР
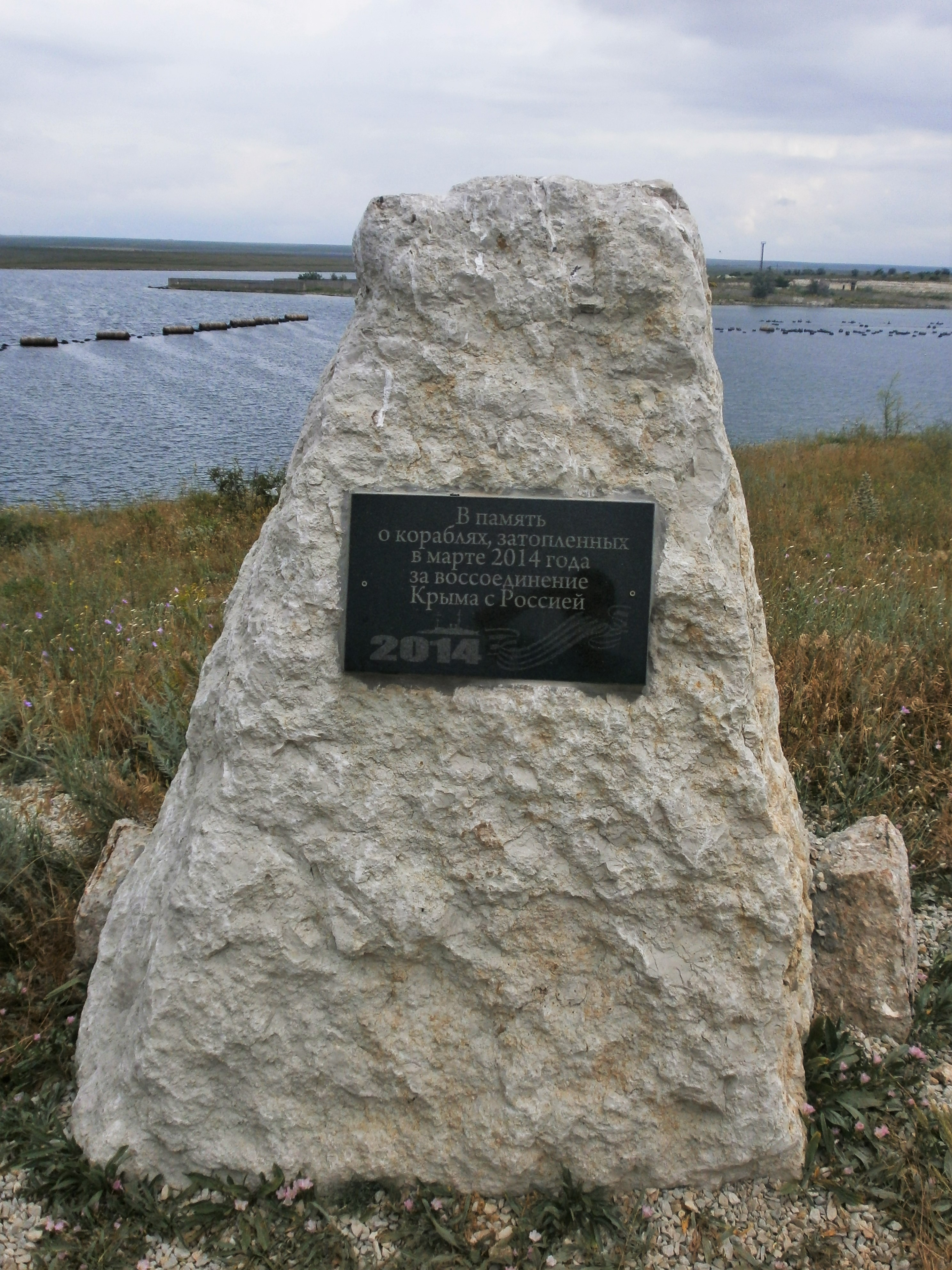
Памятный знак затопленным кораблям
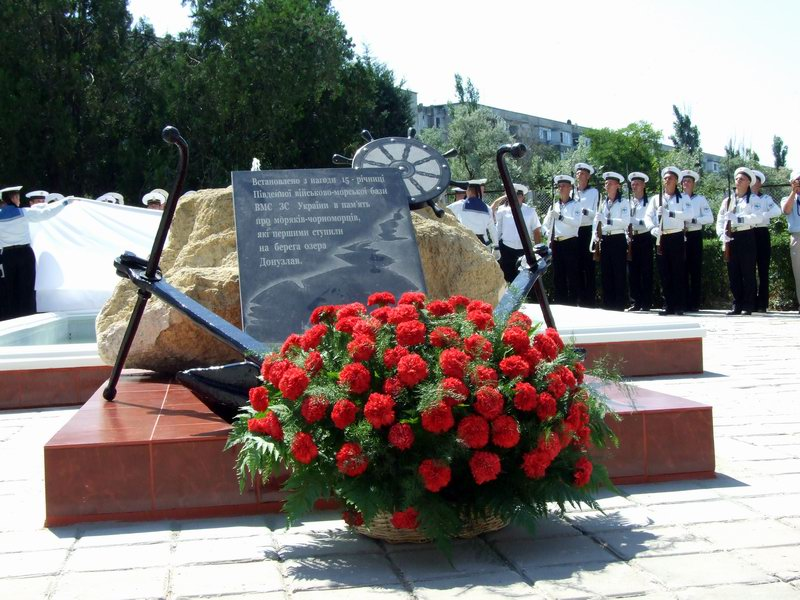
Памятная табличка в честь 15-летия Южной ВМБ
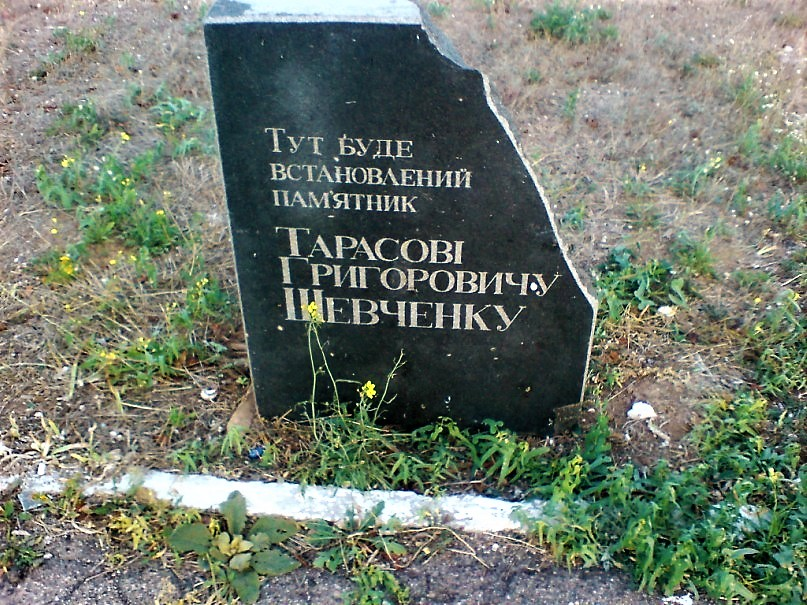
Памятный знак на месте будущего памятника Тарасу Шевченко
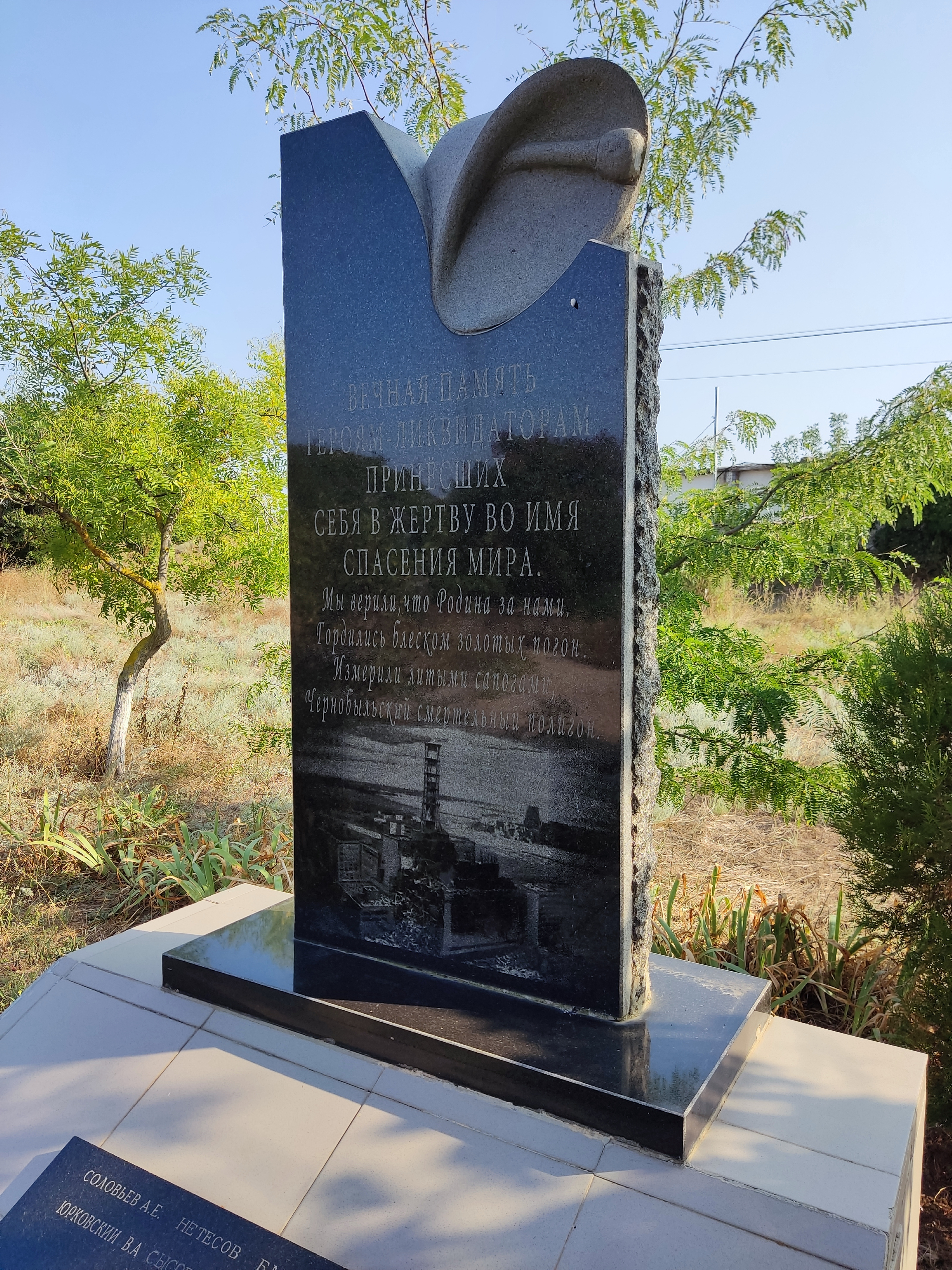
Памятник героям-ликвидаторам ЧАЭС

## Почётные жители
Звание почётного гражданина Новоозёрного впервые было присвоено в 2000 году адмиралу Игорю Махонину. Спустя год данное звание было присвоено первому завучу школы Алевтине Сухаревой, генеральному директору предприятия «Ост-Энерго» Велерию Пегушину, военным строителям Важе Самхарадзе и Лидии Родык, капитану 1-го ранга Ивану Завгороднему и участнику Великой Отечественной войны, капитану 3-го ранга Михаилу Мерзликину.

## Города-побратимы
- Докучаевск, Донецкая область (с 16 июля 2011 года)[207].